# 幼女戰記
《幼女戰記》是由Carlo Zen在Arcadia發表的網路小說，後由Enterbrain發行輕小說。
2016年6月26日，漫畫版開始在《月刊Comp Ace》上連載。2016年8月宣布電視動畫化進行中。於2017年1月6日首播。2018年1月宣布進行劇場版製作，於2019年2月8日上映。截至2021年12月，系列累計發行量已突破950萬部。
2019年BookLive讀者票選異世界漫畫第4名，改編漫畫在2024「BookLive!讀者票選」的「讀者票選推薦最佳100部異世界漫畫」的排行榜中，位居少年漫畫·青年漫畫的第31名。

## 故事簡介
故事主角原為生於21世纪初日本，因奉行極端理性主義而遭同事報復失去生命的精英上班族。死後遭自稱神的「存在X」轉生至戰爭紛起的魔法世界的一名棄嬰，名為譚雅·提古雷查夫。
轉生後的世界雖擁有魔法，但科技水準相當於20世紀初的歐洲，主角誕生的「萊希」（德意志國，但擁有第三帝國與第二帝國的元素特徵）為技術大國但因北方領土爭議，加上外交問題而跟其他國家陷入戰爭。

## 人物介紹
※聲優順序為電視動畫／廣播劇版，無特別標註者為電視動畫版，人名順序則為小說版／電視動畫版。

### 帝國/萊希

#### 沙羅曼達戰鬥群
沙羅曼達戰鬥群（Kampfgruppe Salamander）
前身為「參謀本部直屬試驗戰鬥群」，代號為「沙羅曼達」，由提古雷查夫中校負責編制與統帥，構成的主幹為二〇三航空魔導大隊，輔以砲兵中隊、裝甲中隊、補充魔導中隊、以及空降獵兵大隊。在解散半個月後正式編制為「沙羅曼達戰鬥群」，以徵募的新兵替代前任輔助部隊，擁有航空魔導大隊、補充魔導中隊、新型150mm自行火砲大隊、四號G型戰車中隊及加強步兵大隊共計約一個團級部隊的戰力。在第7卷聯邦的春季大攻勢時期編入「雷魯根戰鬥群」的序列中。
譚雅·馮·提古雷查夫（Tanya von Degurechaff，聲：悠木碧、鳥海浩輔（轉生前）／五十嵐裕美）
生日：9月24日。在轉生前是日本菁英上班族，就職於一間企業的人事部課長，遭到解僱的部員推下列車月台，遭火車輾斃前遇見「神」，但因和神進行論辯，稱眼前的神為「存在X」並拒絕信仰（動畫則是態度過於高高在上。），使得神相當憤怒，認為他因「生在科學的世界，身為一名男性。不知戰爭為何物，人生一帆風順」而失去信仰的心，故以「在魔法的世界，做為一名女性。為了熟知戰爭。最好是走投無路」將他轉生到異世界。
於異世界的統一曆一九一四年七月十八日，作為一名名為譚雅·提古雷查夫的棄嬰誕生，在孤兒院度過了七年的童年時光，後來被檢驗出了魔導的資質，進入了帝都柏盧魔導軍官學校就學，文書上的生日為九月二十四日。日後作為准尉被分發到諾登地區進行實習課程，結束後升爲少尉並被編入國境警備班就戰鬥配置，期間爆發大戰，因作戰功勳被授予「銀翼突擊勳章」，以軍官學校第二名的成績畢業。之後進入帝國中央的教導隊和技術廠的試驗團隊，進行新型寶珠實驗，並以評價成果的名目被派往萊茵戰場，晉升中尉後受推薦進入帝都夏爾洛堡（日语：シャルロブルク）軍大學就讀，以第十二名的成績畢業，名列軍大學十二騎士之末席，並獲得僅限一代使用的貴族冠名「馮」。
重視資源最大效率的運用及人才的篩選，主張要為帝國除去名為「無能」的疫病，在成為二〇三航空魔導大隊的大隊長後，（本來想靠激烈手段讓訓練兵全部放棄自己回家但失敗了）開始注重培養及投資人力資源的品質，認為戰爭是種浪費人力及物質等寶貴資源的無效率行為，排斥聯邦的共產政府，在帝國的官僚組織中建立了許多人脈。希望能平常地生活，但總是不如他所願。不喜歡失去花費長時間栽培的部下，因此部下有危險都會去救，部下對她的信賴很深。
擁有四核心演算寶珠「艾連穆姆九五式」，該寶珠由阿德海特·馮·修格魯研發（實際上是在神的幫助下被賦予奇蹟的缺陷品），使用時產生的威力遠超其他演算寶珠，但發動術式時都會進入無意識讚頌神的狀態，併發精神恍惚甚而喪失記憶，故本人極度避免使用，一般使用同為修格魯教授開發，但不具有精神污染的雙核演算寶珠「艾連穆姆九七式」。
帝國軍二〇三航空魔導大隊的大隊長暨第一中隊長，本身即為擊墜數突破五十的Ace of Aces，大隊亦為所有隊員皆配備艾連穆姆九七式演算寶珠，並直屬於參謀本部、參與過所有方面的戰場、執行過多種特殊作戰並擁有多名Ace的精銳部隊，於小說第4卷受命編制並指揮參謀本部直屬試驗戰鬥群，完成實驗目的後解編，並在日後作為戰鬥群長指揮沙羅曼達戰鬥群，活躍於東部戰場。
被敵軍登錄為代號「萊茵的惡魔」，由於獲頒銀翼突擊勳章而被帝國政治宣傳為「白銀」的別名，不過亦被部分帝國軍官及共和國敵軍私下稱為「鏽銀」（諷刺殺死敵人的戰功數量多到連銀都會生鏽，以及表達對譚雅的畏懼）。持有銀翼突擊章、野戰航空戰技章、榭葉銀翼突擊章、白翼大十字勳章、野戰突擊章、戰傷勳章、壕溝一級功勞獎章、近戰特級突擊章、一級鐵十字勳章等多種戰功勳章。曾在萊茵戰場獲得黃金劍白金十字章的受勳推薦，後因一起嚴重抗命未遂事件而取消。漫畫74話，戰後數十年的篇章中提及代號「白銀」的魔導師為全帝國軍擊墜數排名第二。
- 軍階：准尉（軍官學校）→少尉（聯合實習修習完畢）→中尉（成為Ace of Aces(萊茵戰爭有功)）→上尉（軍大學前十二名畢業）→少校（編制601編制部隊功績）→中校（發表論文《本次大戰的部隊運用與作戰機動》）

維多利亞·伊娃諾娃·謝列布里亞科夫（維夏）（Viktoriya Ivanovna Serebryakov(Visha)，聲：早見沙織／金元壽子）
帝國軍二〇三航空魔導大隊的魔導師，曾作為小隊員和譚雅在萊茵戰場作戰，在修完初期的速成將校課程後晉升為少尉，並成為譚雅的副官。由於有聯邦出身的背景，察覺了帝國軍的野戰憲兵與俘虜之間的溝通隔閡，並警醒了譚雅。自身具有高於平均水準的魔力量。
出身於盧斯聯邦，家族來自久遠以前為求安穩自帝國搬遷至莫斯科的一個族系。年幼時聯邦爆發共產革命，由於家族時常誕生魔導師而遭到迫害，其中一次家宅被縱火導致妹妹死亡，而後跟隨雙親逃難至帝國的親戚家。流亡過程中雙親於帝國與周邊國家的邊境戰爭中遭到流彈波及身亡，之後便由居住於帝國偏遠農村地區的親戚扶養。在13歲時於徵兵檢查中檢測出魔導資質而半強制轉入伊達爾-施泰因（日语：イーダル＝シュタイン）幼年軍校，在接受3年教育後畢業。
大戰爆發後被授予下士軍階並受徵召投入萊茵戰場，因而在此時結識譚雅。
- 軍階：下士（幼年學校）→少尉（速成將校課程）→中尉（南方大陸作戰功勳）

馬特烏斯·約翰·拜斯（Matthäus Johann Weiss，聲：濱野大輝）
出身於東部方面軍的帝國軍魔導中尉，於601大隊編制完成後成為二〇三航空魔導大隊的副隊長暨第二中隊長。
- 軍階：中尉（東部方面軍魔導師出身）→上尉（南方大陸作戰功勳）→少校（繼任二〇三航空魔導大隊指揮官）

沃倫·格蘭茲（Vooren Glanz，聲：小林裕介）
帝國軍官學校出身的魔導師，作為其中一員接受培訓的新兵魔導師編入二〇三航空魔導大隊，並在日後成為第四中隊長，曾在萊茵戰場領授過鐵十字勳章。在東方戰線安朵美達作戰中，擔任B集團檢閱官傑圖亞中將的護衛。
動畫版改為601編制部隊的一員，並順利編入二〇三航空魔導大隊中。
- 軍階：少尉（軍官學校畢業）→中尉（南方大陸作戰功勳）

威利巴爾德·肯尼希（Wilibald König，聲：笠間淳）
動畫中二〇三航空魔導大隊的第三中隊長，在亞雷努大屠殺中曾短暫接替中彈負傷的拜斯副隊長職權。
- 軍階：中尉（魔導中隊長）

萊納·諾伊曼（Rainer Neumann，聲：林大地）
動畫中二〇三航空魔導大隊的第四中隊長。
- 軍階：中尉（魔導中隊長）

特奧巴登·維斯特曼（Theobald Wüstemann）
沙羅曼達戰鬥群的補充魔導中隊指揮官。雖然能力與資質不錯，但嚴重欠缺實戰經驗。
- 軍階：中尉（魔導中隊指揮官）

羅爾夫·梅貝特（Rolf Meybert）
沙羅曼達戰鬥群的砲兵大隊指揮官，曾在萊茵戰場擔任砲兵，而習於不計後果傾瀉彈藥，指揮砲兵隊的才幹受到譚雅的認可。在譚雅與後勤人員的斡旋下裝備了150mm自走火砲。
- 軍階：上尉（砲兵大隊指揮官）

艾瑪·阿倫斯（Elmer Ahrens）
沙羅曼達戰鬥群的裝甲中隊指揮官，指揮裝甲部隊的才幹受到譚雅的認可。在譚雅與後勤人員的斡旋下裝備了二十四輛IV號G型坦克。
- 軍階：上尉（裝甲中隊指揮官）

克勞斯·托斯潘（Klaus Tospan）
沙羅曼達戰鬥群的步兵大隊指揮官。原為林哈德·湯恩上尉的部屬，在其於作戰中下落不明後接任。
- 軍階：中尉（步兵大隊指揮官）

林哈德·湯恩（Lienhart Thon）
沙羅曼達戰鬥群的原步兵大隊指揮官。於作戰中擅離崗位前往前線偵查，從此下落不明。
- 軍階：上尉（步兵大隊指揮官）→MIA（軍官偵查途中失聯）

#### 帝國參謀本部
參謀本部（Generalstab）
原型為德國總參謀部，名目上是帝國皇帝的諮詢機關，為帝國實質的中央最高軍事機構，向中央最高統帥府負責，下轄作戰局、戰務局、人事局及軍事諜報局等參謀軍官。
埃里希·馮·雷魯根（Erich von Lergen，聲：三木真一郎／後藤弘樹）
帝國軍參謀本部的參謀軍官，亦是人事局的課長，憑藉出色的觀察力及通才資質，受到同僚和長官極高的評價，曾擔任聯合王國駐外武官，在大戰中受到參謀本部的高層重視，奔走於各大戰場執行任務。
因和轉生前的譚雅就職相似的職位，且極力反對軍方將譚雅送往前線作戰，而受到譚雅一定程度的好感，然而本人實際上對譚雅的價值觀相當地厭惡。
迪根霍夫攻防戰後，收到了譚雅的人事調動請求，拜讀了譚雅的論文後，在心中給予譚雅的評價為「軍人的最終型態」。
- 軍階：少校（人事局課長）→中校（參謀本部作戰局執行官）→上校（旋轉門作戰功勳）

漢斯·馮·傑圖亞（Hans von Zettour，聲：大塚芳忠／石塚運昇）
原型為德國著名軍事家漢斯·馮·塞克特，大戰期間帝國軍參謀本部的副戰務參謀長，從作戰領域出身的參謀，充滿學者的理性氣質及冷靜思維，同時亦為帝國軍後勤及後備組織相關的權威。
基於貿然發動進攻所產生的龐大風險角度，反對參謀本部針對協約聯合發動大規模攻勢。因身為參謀本部負責後勤物流的參謀軍官，而極為重視抑制損耗，並積極推動帝國進入總體戰的戰時體制，和盧提魯德夫從軍大學時期便有來往，兩人的老交情一直延續到參謀本部。
在鐵錘作戰成功後的帝國最高統帥會議上，代表參謀本部與後方官員產生對立，被左遷至東方軍安朵美達作戰計劃B集團檢閱官，同時兼任副戰務參謀長。
- 軍階：准將（副戰務參謀長）→少將（達基亞作戰功勳）→中將（旋轉門作戰功勳）→上將（東方戰術成功）

庫爾特·馮·盧提魯德夫（Kurt von Rudersdorf，聲：玄田哲章）
原型為德國著名軍事家埃里希·魯登道夫，大戰期間帝國軍參謀本部的副作戰參謀長，思考敏銳且充滿幹勁，為帝國軍機動作戰的權威。
基於維持本國的戰略靈活性觀點，反對參謀本部針對協約聯合發動大規模攻勢。是名偏好集中及迅速攻勢的積極派，同時亦具有相對應的戰略才能，和傑圖亞從軍大學時期便有來往，兩人的老交情一直延續到參謀本部。
第十一卷，統一曆1927年10月2日，在譚雅的魔導中隊護送下乘坐運輸機前往東部戰線，於途中遭遇聯合王國空軍、魔導部隊伏擊，座機墜毀殉職。
- 軍階：准將（副作戰參謀長）→少將（達基亞作戰功勳）→中將（旋轉門作戰功勳）→上將→KIA（遭聯合王國刺殺）

路德維希（Ludwig）
大戰前帝國參謀本部的參謀總長，因動員大陸軍對協約聯合發動大規模攻勢，而導致帝國遭到共和國奇襲萊茵國境並陷入混亂，最終以其為首的北進派軍方受到大規模的撤職、拔階處分。
- 軍階：中將（參謀本部參謀總長）→不明（戰略失利遭到撤職）

馬克西米利安·約翰·馮·烏卡（Maximilian Johann von Ugar，聲：赤城進）
譚雅在軍大學的同期生，出身於家庭和諧的中產階級，已婚並育有一女，就任於陸軍鐵路部的鐵路運用專家。和譚雅有良好的交情，為她在後勤部門開了不少門路。
- 軍階：上尉（軍大學）→少校（陸軍鐵路部執行官）→中校→上校（第103鐵路運輸連隊長）

艾勒／艾琳娜·穆勒（Erya/Elena Müller）
維夏在幼年軍官學校的宿友，出身於德累斯頓尼亞（日语：ドレスデニア）的郊外，被維夏稱為具有凹凸有致的身材，消息十分靈通，在大戰爆發後作為觀測魔導師被分派至西方方面軍，畢業後在平日仍時常和維夏來往且關係很好。
漫畫中揭露為帝國的特工，本名為艾琳娜，於旋轉門作戰中潛伏於共和國司令部內並將聯合王國的特工滅口。
- 軍階：中尉

李奧波德（Leopold）
漫畫中帝國中央參謀本部的元帥，在盧斯聯邦對帝國開戰之初偕同宰相向帝國皇帝說明局勢。
- 軍階：元帥

#### 最高統帥府／最高統帥會議
最高統帥府（Supreme High Command）
帝國的最高政治機關，下轄內政部、外交部、財政部、參謀本部等機關。小說後期改名稱為“最高統帥會議”。
阿德海特·馮·修格魯（Adelheid von Schugel，聲：飛田展男）
隸屬於後勤總監部中央技術局，艾連穆姆工廠中才華洋溢的工程博士，主導「艾連穆姆九五式」四核演算寶珠研發的主任技師，性格相當乖僻，因推斷譚雅較可能不受舊型的單核演算寶珠使用方式影響而干擾實驗，挑選她為實驗人員，研發過程一再受挫，後因收到天啟，感受到了神的存在而深受洗禮，並因神的幫助而成功研發艾連穆姆九五式。
之後研發出了艾連穆姆九七式「突擊機動」雙核演算寶珠、V-1追加加速裝置、海中通用加速裝置，在大戰爆發多年後接受安德魯等人的採訪時，已經成為一名擁有虔誠信仰的慈祥老人了。
康拉德（Konrad）
帝國外交部的一名年輕參事官。主持外交部與參謀本部的合作以進行本次大戰的終戰準備。

#### 各方面軍
各方面軍（Regional Army Group）
與大陸軍區別，常年於各方面進行邊境防衛等軍事行動的軍事組織，設有獨立的方面軍參謀部，與本國的參謀本部為合作關係。
葉柯夫·修萊傑／亨利希·祖·修萊傑（Jekof Schreise/Henrich zu Schreise，聲：楠見尚己）
帝國北方方面軍的參謀總長，替參謀本部調離大陸軍帶來的混亂收拾殘局，並受到達基亞戰場一面倒的局勢影響，而被國內輿論抨擊無能於推進諾登戰線，因此主張執行大規模攻勢以迅速擊垮協約聯合，結束遠超乎預期耗時耗力的北方戰場。
- 軍階：中將（北方方面軍參謀總長）

烏拉傑利（Wragell）
帝國北方方面軍的軍團長，因參謀本部緊急調離大陸軍造成混亂，而使北方戰場的戰局陷入停滯，又受到達基亞戰場一面倒的局勢影響，而被國內輿論抨擊無能於推進諾登戰線，因此支持參謀團隊執行大規模攻勢，以迅速擊垮協約聯合，結束遠超乎預期耗時耗力的北方戰場。
- 軍階：大將（北方方面軍軍團長）

莫里茨-波爾·馮·漢斯（Moritz-Paul von Hans，聲：齊藤次郎）
動畫中帝國西方方面軍的司令官。
- 軍階：不明（帝國西方方面軍司令官）

伊倫·史瓦魯柯夫（Ihlen Schwarzkopf，聲：松本忍）
西方方面軍二〇五突擊魔導中隊的隊長，曾和譚雅在萊茵戰場共事過很長一段時間。
- 軍階：中尉（突擊魔導中隊長）

克蘭姆（Clam）
第8卷中帝國軍東部B集團的預備裝甲師師長，率領裝甲師與數個師共同出擊解救被圍困於索爾迪姆528陣地的雷魯根戰鬥群，於激戰中負傷後送。
- 軍階：少將（B集團屬預備裝甲師師長）

羅森伯格（Rosenberg）
帝國駐達基亞方面的軍政官，為一名男爵，因大戰而復役前為一名議員，精通軍政關係且與帝室關係良好，作為上級將校能與平民政府妥善相處且具有豐富的政治經驗，於達基亞石油供給鏈的地位舉足輕重。
- 軍階：不明（駐達基亞軍政官）

格歐路古·馮·扎克森（Georg von Sachsen）
漫畫中帝國軍北方方面軍第105航空魔導大隊指揮官，為當代帝國軍擊墜數第一的Ace of Aces，被敵軍登錄為代號「吟遊詩人」，使用的演算寶珠為降階調整過的艾連穆姆九七式。自大戰伊始便持續活躍於北方戰場，後在北方戰事平息後轉調萊茵戰場再立下赫赫戰果，被敵軍懼稱為「北方魔人」、「染血的扎克森公爵」、「烏拉傑利大將的匕首」等，最終於一次與聯合王國航空魔導大隊作戰中遭瑪莉擊墜身亡。
逝世前的擊墜數為317名、作戰車輛擊破數超過900輛。
- 軍階：上校（第105航空魔導大隊指揮官）→KIA（遭瑪麗腰斬身亡）

格雷因（Glein）
漫畫中帝國軍北洋艦隊第2主力艦隊之旗艦「巴塞爾號」的艦長。漫畫中的巴塞爾號為巴伐利亞級戰艦。
- 軍階：海軍上校（北洋艦隊第2主力艦隊旗艦艦長）

堤雷曼（Thielemann）
漫畫中帝國東部方面軍第4軍團司令官，於盧斯聯邦對帝國開戰之初作為前線戰區指揮官抵抗聯邦軍進攻。
- 軍階：准將

#### 南方大陸遠征軍
組織介紹參見南方大陸遠征軍。
隆美爾（Romel）
台版直譯為「隆美爾」，原型為二戰德軍著名將領埃爾溫·隆美爾，帝國南方大陸遠征軍的軍長，為帝國軍最年輕晉升少將的軍官，堪稱為當代機動作戰的第一把交椅，率領第5輕裝步兵師、在萊茵戰損耗慘重的另一師及若干支援部隊，在南方沙漠戰場實行驚人的機動作戰，重挫尚未整頓完畢、但戰力擁有優勢的自由共和國及聯合王國聯軍。
曾作為上司和譚雅在南方大陸共事過一段時間，彼此交情良好，在譚雅轉調東部戰場後亦時有書信往來。本人時常抱怨後勤物資及戰力的不足，為包括譚雅在內的部屬們所熟知。從南方「凱旋歸國」後，被派往西方戰區，作為方面軍指揮官執行防衛任務。
- 軍階：准將（中央軍步兵師長）→少將（帝國南方大陸遠征軍軍長）→中將（帝國西部方面軍指揮官）

底波拉·馮·艾蒂萊希（Debora）
名字取材自古以色列一名女性士師（戰時部落聯盟總指揮官）底波拉，漫畫中帝國軍南方大陸派遣軍團司令部大隊護衛魔導中隊長暨魔導參謀，登錄代號為「光之劍」，為帝國軍屈指可數的Ace of Aces之一。
- 軍階：中校（南方大陸派遣軍司令部大隊護衛魔導中隊長）

### 雷格多尼亞協約聯合
安森·蘇（Anson Sue，聲：堀內賢雄）
協約聯合軍的魔導中校，有一名為瑪麗的女兒，在大戰最初爆發的諾登前線帶領魔導中隊，試圖擊墜帝國軍的複數觀測魔導師，而和譚雅交戰。日後晉升為上校，並為了援救歐斯峽灣而和二〇三航空魔導大隊交火，最後在流亡政府乘艦出逃時擔任海陸魔導師協防軍艦，和二〇三航空魔導大隊再度交戰，遭譚雅奪槍擊落海中身亡。
動畫中於歐斯峽灣被譚雅擊落海中，但被聯合王國人道支援組織救起，疑似獲得神蹟而得以生還，後在帝國一七七號攻擊計劃階段，隨同聯合王國魔導部隊襲擊外海的二〇三選拔魔導中隊，最終自爆身亡。
- 軍階：中校（航空魔導中隊長）→上校（作戰功勳）⇒⇒小說版、漫畫版→KIA（遭譚雅擊落於北海）；動畫版→WIA（遭譚雅擊落於歐斯峽灣）→KIA（自爆）

十人委員會（Council of Ten）
協約聯合的實質最高權力機構，由十名負責個別專業領域的評議委員構成，在貿然挑釁帝國並引發戰爭後撤換了負責的執政人員。
歐魯瓦-傑爾·卡卓魯（Olva-Jules Cazor，聲：斧篤志）
協約聯合的陸軍評議委員，接替前任因導致戰爭爆發而遭撤換的人員。
阿邦索魯（Abensoll）
協約聯合的外務評議委員，接替前任因導致戰爭爆發而遭撤換的人員，作為流亡政府的要員搭乘聯合王國國籍的萊達魯號船隻，並在交戰海域轉入聯合王國的潛艇之中，潛航時遭二〇三航空魔導大隊發現，遭聯合王國方滅口。
柯盧索魯（Korsor）
協約聯合的文化評議委員，接替前任因導致戰爭爆發而遭撤換的人員。

### 法蘭索瓦共和國／自由共和國
皮埃爾·米歇爾-戴·樂高（Pierre Michel de Lugo，聲：土師孝也）
原型為自由法國領導者戴高樂，共和國的陸軍暨國防部次長，在共和國主力軍遭帝國軍包圍殲滅後，率領第3裝甲師及第7戰略機動軍，自布雷斯特軍港撤守至馬爾及利亞，並在成立自由共和國後，與聯合王國軍並肩作戰抵抗帝國。
- 軍階：少將（陸軍暨國防部次長）

塞夫朗·畢安特（Séverin Vianto，聲：小柳良寬）
共和國第二特種魔導中隊的隊長，參與了空降帝國後勤樞紐亞雷努市的特種行動，期間和當地的反帝國民兵合流，並切斷西方方面軍的後勤網，導致帝國軍的萊茵戰線陷入崩潰危機，之後和二〇三航空魔導大隊交戰，敗退撤出亞雷努市。
隨同戴·樂高少將撤守至南方大陸，並率領魔導部隊和帝國遠征軍作戰。
- 軍階：中校（特種魔導中隊長）→上校（自由共和國魔導軍官）

### 阿爾比恩聯合王國
丘布爾（Churbull）
原型為二戰時期英國著名首相溫斯頓·邱吉爾，聯合王國的海軍大臣及馬爾博羅公爵，洞察帝國的軍事威脅，並對帝國在萊茵戰場的大規模後撤抱持懷疑，在帝國佔領共和國本土後繼任聯合王國首相，並向帝國正式宣戰。
約翰叔叔（Mr. John）
聯合王國的情報人員，使用約翰叔叔的代號，名稱取自英國的擬人化形象約翰牛以及美國的擬人化形象山姆大叔，常在對外戰略局匯報情資給哈伯格蘭少將，被其視為時常抱怨但能力極為優秀的老人，大戰中參與大量前線情報蒐集相關的諜報活動，並曾在南方大陸滲透當地原住民，獲取帝國遠征軍的動向。
唐納德·哈伯革蘭（Donald Habergram）
聯合王國對外戰略局的少將，下轄聯合王國情報部，為聯合王國軍情機構的首腦。在大戰期間參與多次聯合王國對抗帝國的計劃，被同僚們譽為冷靜沉著、不動如山的英傑。但憤怒時經常把辦公桌砸爛。
- 軍階：少將（對外戰略局）

德瑞克（Drake）
姓名取自英國著名私掠船長法蘭西斯·德瑞克，聯合王國海陸魔導師的大隊長之一，曾在解鎖作戰階段和二〇三航空魔導大隊短暫交手，之後亦曾領導大隊員偕同瑪麗所屬的義勇魔導師大隊，在聯合王國領空迎擊入侵的二〇三航空魔導大隊。
第五卷中率領海陸魔導連隊隨同義勇魔導連隊搭乘RMS安茹女王號前往聯邦，和譚雅於海上再度交戰，抵達聯邦軍港後結識了米克爾及莉莉亞，並和米克爾的魔導部隊迎擊奇襲軍港的二〇三航空魔導大隊。第六卷中擔任駐聯邦多國聯軍的聯合王國指揮官，與米克爾上校交情良好。第十卷中與譚雅發生兩次正面對決皆落敗但生還。
動畫、漫畫及電影中的戲分分別由艾薩克·達斯汀·德瑞克爵士、威廉以及道格拉斯·德瑞克所瓜分。
- 軍階：中校（海陸魔導大隊長）→上校（同盟聯合魔導軍司令部指揮官）

艾薩克·達斯汀·德瑞克爵士（Sir Isaac Dustin Drake，聲：高岡瓶瓶）
動畫中聯合王國海陸魔導師的大隊長之一，曾於協約聯合領土內執行機密的情治工作中被譚雅襲擊生還，後亦曾在解鎖作戰階段和二〇三航空魔導大隊短暫交手。
電影中原小說德瑞克的戲份由其侄子威廉取代。
- 軍階：中校（動畫中海陸魔導大隊長）／上校（漫畫中海陸魔導大隊長）

威廉·道格拉斯·德瑞克（William Douglas Drake，聲：森川智之）
電影中聯合王國海陸魔導師的大隊長之一，率領多國聯合魔導部隊進駐莫斯科，期間與203航空魔導大隊短暫交過手，多次規勸瑪麗履行軍人的職責與本分。後於迪根霍夫與受圍困的帝國軍交戰，被維夏探知其Named的身分，並最終救出受重傷的瑪麗。
- 軍階：中校（海陸魔導大隊長）

巴爾默（Ballmer）
聯合王國海陸魔導旅長，在大戰後期聯合王國的魔導部隊兵源素質面臨崩潰的處境下，仍勉力進行教練與輪班並培育出能進行組織性行動的部隊。在第十卷聯合王國外海與譚雅的魔導大隊空戰中遭到擊墜。
- 軍階：准將（航空海陸魔導旅旅長）

### 合州國
瑪麗·蘇（Mary Sue，聲：戶松遙）
出身於協約聯合，父親為安森·蘇，譚雅的死敵，也是譚雅唯一後悔沒有將其殺死的人。
因帝國入侵而和家人逃難至合洲國，離開前和父親訣別，並贈送父親一把從聯合王國情報人員以一百英鎊買來的，SIG-MKMS衝鋒槍，做為聖誕禮物，此槍日後被譚雅奪去使用。
在合州國加入新編成的義勇魔導師大隊，接受訓練後隨大隊派遣至聯合王國布署防衛帝國軍，期間首度和譚雅交戰，遭譚雅以該衝鋒槍擊墜並生還。之後和義勇魔導連隊及聯合王國海陸魔導連隊一同搭乘RMS安茹女王號前往聯邦，和譚雅於海上二度交戰，遭其擊墜並再度生還，抵達聯邦後和莉莉亞結交為朋友。
憎恨著殺害了父親的譚雅，因此比起執行軍令更傾向了結私怨，作戰中往往也不顧及同伴，讓她的上官十分頭痛。
據作者表示為對應譚雅的特別角色，構思為「強大的主角」、「龍傲天」類型為人設方向，姓名源自「瑪麗蘇」一詞，魔力量深不見底，肉體能力極強，不但在多次爆炸中四肢無損的狀況下生還，且能連續發射消耗龐大魔力的光束術式，與譚雅的對決中射出的流彈多次將城市與據點轟至半毀狀態，但最終都敗於譚雅，是一個諷刺角色。
- 軍階：少尉／准尉（劇場版）（義勇魔導師大隊所屬）

薇薇（Vivi，聲：田村睦心）
於動畫劇場版中首度登場，所屬合州國義勇魔導師大隊，為瑪麗於軍中的好友。
亞當·特魯格（Adam Trooger）
合州國海軍陸戰隊的上將，於小說第12卷作為支援王國軍的聯合軍部隊參與義魯朵雅方面的戰役。
- 軍階：上將（海軍陸戰隊）

### 盧斯聯邦
約瑟夫·朱加什維利（Иосиф Джугашвили，聲：稻垣隆史）
原型為二戰時期蘇聯領導人約瑟夫·史達林，聯邦總書記，為聯邦的實際領導者，主導國內的大肅清。
他善於謀略且工於心計，透過暗算將自己的人馬安插入競爭對手的派系中，最終將競爭對手的性命、財產與名譽全數剝奪。
朱加什維利凡事以自我為中心，認為國家與人民皆是守護自己的「堡壘」。在遭受存在X一眾一連數日騷擾後，指示聯邦軍向帝國發動侵略，後又遭遇莫斯科空襲事件。
羅利亞（Лолия，聲：長）
原型為蘇聯內務人民委員部委員長貝利亞，聯邦秘密警察組織“內務人民委員部”的首領，深受約瑟夫的信任，在大肅清中將無數前政府的保皇派及動亂分子送入西魯多伯利亞的集中營，跟史實中的貝利亞一樣有戀童癖的性取向，遭遇莫斯科空襲事件時目擊譚雅的身姿，而瘋狂地渴求譚雅，為了得到譚雅而煽動約瑟夫等人進攻提根霍夫市，派出八個師團以上的大部隊向二〇三部隊進行報復行動，但遭到譚雅等人的恐怖反擊。
米克爾（Микель）
原為帝政時期的魔導部隊，後遭到聯邦大肅清送入集中營，度過一段不堪回首的歲月，聯邦決議釋放集中營內的魔導師及老練將校後出獄，派遣至北方協防RMS安茹女王號，妻小仍被關押於集中營中。
- 軍階：上校（魔導大隊長）

莉莉亞·伊萬諾娃·塔涅契卡（Лилия Иванова Танечка）
內務人民委員部的下級政治委員，聯邦與聯合王國軍的聯絡官，二十多歲的貌美女性，舉止端莊且談吐優雅，曾被德瑞克懷疑為貴族出身，是瑪麗的朋友。
- 軍階：中尉（政治軍官）

### 義魯朵雅王國
伊格·加斯曼（Igor Gassman）
長年擔任中央勤務的軍政家，以其為首的中央派系影響力受聯合王國情報部高度評價，王國軍於北方國境動員演習的總監，主導調停帝國與其他交戰國的戰事。
- 軍階：上將

維爾吉尼奧·卡蘭德羅（Virginio Calandro）
屬於王國軍中央派系的情報部軍官，奉命接待前來同盟國觀察演習的雷魯根上校。於第7卷作為同盟國軍事觀察官加入沙羅曼達戰鬥群，於第8卷轉由傑圖亞中將接手招待事宜。
- 軍階：上校

卡德洛尼（Calderoni）
長年駐守王國北方國境的將軍，後被任命為侍從武官長與元老院議員，並被召回國內。
- 軍階：上將

### 現代
時間為該世界大戰後的數十年。
安德魯（Andrew，聲：赤城進）
聯合王國環球今日新聞（World Today’s News）的戰地記者，年輕時親身經歷過當時的世界大戰，大戰爆發約四十三年後獲得上司認可，和同僚一同製作有關探索大戰謎團的記錄片「戰場的真實」。
在年輕時曾作為戰地記者被派往萊茵戰線，後被派往東方戰線，結識了當時為中校的德瑞克。
克雷格（Craig）
安德魯的助手，一同製作有關探索大戰謎團的記錄片「戰場的真實」。
傑夫瑞（Jeffrey）
聯合王國倫迪尼姆時報的特派員，協助安德魯製作記錄片。

## 世界觀
譚雅身處於類似地球地貌的異世界，故事主要在歐洲進行，此異世界自古以來便存在著魔導師，並隨著近代化而將魔導師軍事化訓練成軍事兵種之一，大戰爆發前各國從未發生過牽涉範圍如此之廣、死傷如此慘烈的戰爭，具體發生的時機在一戰及二戰之間，融合了兩次大戰的各種元素，開戰時大多數將領還在摸索航空戰力的使用方式，而帝國亦只達到砲兵隊部分裝備自走砲的程度。
帝國／萊希（Empire/Reich）
歷史定位從地理上來說類似是德意志帝國及奧匈帝國兩國合併成的國家，結合了德意志帝國時期的政治、社會結構和納粹德國時期的軍事、科技。帝國為一個新興工業大國，國土坐落於大陸中央四戰之地，首都名為柏盧（日语：ベルン），是一個君主立憲制國家。其在建國期間攻佔周遭國家的接鄰領土而埋下仇恨，並因國際情勢演變出強烈的民族主義和軍國主義，以及因地緣政治學而生的國防政策，擁有相當於軍事及工業命脈的西方工業地帶及低地工業地帶，並在大戰開始前與盧斯聯邦和義魯朵雅王國各自簽署互不侵犯條約及同盟協定（這裡參考了二戰時德國的外交）。
魔導師大多為少數菁英風格，帝國一開始以陸軍的支援角色作為運用魔導戰力的方針，但隨著大戰逐漸激烈化而漸漸朝向獨立運用的菁英部隊發展。飛行魔導具的技術居於世界領先地位，動畫中的造型為類似傘兵副傘的前背包搭配裝在單腳的推進裝置。
漫畫的木偶劇中使用德國狼犬的形象。
雷格多尼亞協約聯合（Legedonia Entente Alliance）
原型為瑞典和挪威聯合王國，與帝國北方接壤的委員會制國家，和帝國擁有帝國領諾登的領土紛爭地區，為帝國諾登北方方面軍及北洋艦隊的次要假想敵。實質最高權力機構為十人委員會，大戰前由於居高不下的失業率、低迷的景氣及擴大的貧富差距等社會問題，激發民族主義興起而導致激進政權上台，撕毀倫迪尼姆條約並發動武裝遊行入侵紛爭地區，意圖以戰爭脅迫帝國讓步，而直接導致大戰爆發。於大戰爆發1年後本土遭帝國軍軍事占領。抵抗組織與反帝國聯合軍合作並持續活躍著。
主要將魔導師混編於部隊中接受現場指揮官管轄，因而沒有一致的運用風格，但主要是作為航空戰力使用，以代替維護不易的航空機，在動畫版中使用滑雪板型的飛行魔導具。
漫畫的木偶劇中使用馬的形象。
法蘭索瓦共和國（François Republic）
歷史定位類似於法蘭西第三共和國，與帝國西方接壤的國家，和帝國擁有低地工業地帶的領土紛爭地區，首都名為巴黎士，為帝國西方方面軍及大洋艦隊的主要假想敵。在帝國進行總動員集結大陸軍入侵協約聯合後，基於國防戰略而對萊茵國境發動奇襲，企圖藉由占領帝國的軍事工業地帶以迅速結束戰爭，但未能成功突破西方方面軍而陷入壕溝戰的僵局。日後成功投射魔導中隊空降帝國後勤重鎮亞雷努市，間接造成亞雷努大屠殺的發生，並使帝國西方方面軍大規模後撤。而後帝國啟動旋轉門作戰，共和國的萊茵方面軍慘遭完全殲滅，本土地區在統一曆一九二五年六月不敵帝國而被軍事占領，殘軍退守至馬爾及利亞，並成立自由共和國持續抵抗作戰。
主要將魔導師的運用方式定位為特種作戰部隊，並以數量及優秀的統一射擊戰術見長，在動畫版中騎乘木馬型的飛行魔導具，漫畫版中魔導兵的服裝更是洋溢著中古騎士的風格。
漫畫的木偶劇中使用豬的形象。
阿爾比恩聯合王國（United Kingdom of Albion）
歷史地位相當於大英帝國，位於帝國西北外海的島國，領土包含現今的英倫諸島及諸多殖民地，首都名為倫迪尼姆，為帝國大洋艦隊及北洋艦隊的主要假想敵。擁有包括超無畏級戰艦在內的大量主力艦，為當代最強大的海軍勢力。基於海島國家的地緣政治，意圖阻止帝國突破包圍網導致均勢瓦解，而暗中援助多個帝國的交戰國，如派遣義勇兵、籌劃收容協約聯合的流亡政府、以海軍演習威嚇帝國艦隊和組織聯合諜報計劃，在共和國本土陷落後正式參戰。
聯合王國軍方將陸軍魔導師視為飛行的步兵運用，但海陸魔導師則獨立為一門兵科，擁有獨步國際的多種海戰運用方式，並可搭配多種艦艇執行作戰，而魔導師的個別戰力亦相當出色，動畫版飛行時使用的魔導具參雜了摩托車與掃帚的造型。
漫畫的木偶劇中使用獅子的形象。
達基亞大公國（Principality of Dacia）
原型為羅馬尼亞王國，與帝國東南方接壤的國家，和帝國擁有帝國領達基亞的領土紛爭地區，為帝國東部方面軍及南方方面軍的次要假想敵。以奪還帝國領達基亞的名義向帝國宣戰，但其兵種、裝備及戰略都遠遠落後於時代，甚至對航空魔導兵毫無認識與編制，結果僅兩個月就遭到帝國瓦解並實施軍事統治。帝國派遣精通軍政關係的羅森伯格男爵為達基亞軍政官，與當地平民政府關係良好，並負責維護達基亞石油供給鏈以提供帝國。
漫畫的木偶劇中使用綿羊的形象。
義魯朵雅王國（Kingdom of Ildoa）
歷史定位類似於義大利王國，與帝國南方接壤的國家，和帝國擁有未收復的義魯朵雅的領土紛爭地區，為帝國南方方面軍的主要假想敵。大戰爆發前和帝國簽署同盟協定，並在戰爭初期保持中立立場，日後因共和國軍退守南方大陸，造成當地的王國殖民地更加動盪不安，而向帝國釋出善意。
1927年10月16日，義魯朵雅王國與合州國建立武裝中立同盟，以牽制合州國避免介入大戰。同年11月11日帝國對王國宣戰，導致同盟條約被撕毀及合州國參戰。12月6日王國首都被攻陷，王國政府與聯合軍轉移至南部地區繼續戰爭。
漫畫的木偶劇中使用義大利靈緹犬的形象。
盧斯聯邦（Russy Federation）
歷史地位類似於蘇聯，與帝國東方接壤的共產主義國家，擁有廣袤的國土以及豐富的地下資源，和帝國擁有帝國領奧斯特倫德的領土紛爭地區，首都名為莫斯科，為帝國東部方面軍和北方方面軍的主要假想敵。並未簽署部分的國際法，理論上可隨意處置俘虜，前皇國政府時期稱為羅曼諾夫斯基王朝，和法蘭索瓦共和國有悠久的同盟傳統，並與列強共同維繫箝制帝國擴張的包圍網，但因共產黨政府掌權而與共和國產生嫌隙，進而和帝國簽署互不侵犯條約，同時國內包含絕大多數魔導師和幹練軍官的保皇派因遭到新政府逮捕管制，所以軍隊嚴重缺乏魔導部隊及老練將校。
和帝國之間的東方戰場號稱為本次大戰死傷最為慘烈的戰區，戰後以5月9日作為偉大衛國戰爭紀念日。
漫畫的木偶劇中使用狐狸的形象。
合州國（Unified States）
歷史地位相當於美國，位於西方海外的工業大國，於大戰中以軍事工業複合體型態，向包括帝國在內的大部分參戰國銷售軍火，並獲得大部分參戰國的高額債權，同時收容了大量來自海外國家的難民，國內的政策及人民意志傾向於保持中立，藉此從戰爭中汲取商業利益，而總統則默許國內組織義勇兵，以及利用民間企業大量輸送軍需物資援助帝國交戰國的行為。1927年10月16日，合州國與義魯朵雅王國建立武裝中立同盟，同年11月11日帝國對王國宣戰，導致合州國參戰。
自治議會（Council for Self-Governing）
在帝國對聯邦的東線戰爭中受帝國扶植而獨立於聯邦的新興政權，主要由聯邦被佔領區的少數民族及分離主義者組成。有別於外界的猜測，其並非帝國的傀儡政權，而是擁有自主權的獨立政府。目前帝國最高統帥會議已承諾自治議會於戰後的獨立地位，使自治議會與帝國積極合作對聯邦作戰。議會的主席團內存在複數盧斯聯邦的內務人民委員部間諜。
大戰後期已將國內行政組織整合至村鎮級別，並成立多支志願軍加入帝國軍，自治議會多次派遣議員代表團至帝都柏盧商討國務事宜。
森林三州誓約同盟（Waldstätte Confederacy）
歷史地位及領土相當於瑞士，與帝國西南方接壤的國家，在大戰中維持中立立場。
秋津洲皇國（Akitsushima Dominion）
歷史地位相當於十九世紀末的大日本帝國，位處遠東的國家，和聯邦有長期的國境紛爭。
伊斯巴尼亞共同體（Ispagna Collective）
歷史地位類似於1930年代的西班牙第二共和國，未與帝國接壤的西南方國家，擁有部分南方大陸殖民地，並在當地形成列強勢力，目前因內部劇烈的政治鬥爭而無暇對外干涉，在戰局中保持中立。
土庫曼諸公國（Turkman Duchies）
原型為鄂圖曼帝國，實際領土範圍尚未明瞭的國家，因王國不斷擴展南方大陸殖民地，而和當地的諸公國勢力爆發衝突。

## 用語
魔導師
自古以來以權杖和寶珠在大地顯現神之權能的人，於世界各地皆為數稀少。在帝國的魔導工程師率先實現寶珠現代化後，使魔導師能被軍事化訓練成一門兵科，並以槍械取代權杖成為新興的軍事兵種。魔導師普遍飛行於4,000英尺（1,219）高的空中，約能達到最高時速250英里（402），擁有火力稍遜砲兵一籌、速度及高度皆不及航空機、能進行超越直升機的空間機動、攜彈數相對劣勢、數量極為稀少的特點。
號稱為最擅長特種作戰、市區遊擊戰及近身距離作戰的兵種，能在充滿遮蔽物與複雜地形的立體戰場中獲得最大地利，相對最為困擾的則是與魔導師之間的空中機動戰。
演算寶珠
取材自歐洲皇帝的權力象徵「王權寶珠」，魔導師使用術式的必要工具，誕生自魔導工程學的結晶，造價高昂，單位造價比當時最先進的航空機或主要戰車更昂貴。寶珠的品質會影響使用者的各種魔法效能。現代寶珠可進行錄影、追加散熱裝置、無線電等多種額外功能，能干涉或產生力的向量，且需定期保養。
術式
即所謂魔法，無須發聲詠唱即可引導魔力輸入演算寶珠，並藉此構築術式，直接投射較將其賦予於諸如子彈等媒介更加困難且耗費魔力。以前僅有少數天賦異稟的人能夠直接引導魔力構築術式。演算寶珠發明以後大幅降低了構築術式的門檻，並能將具備魔力資質的人大規模制式化訓練為魔導師，使魔導師成為一門新的兵種。目前作品中已登場能無演算寶珠使用術式的角色僅有一名維夏的親戚婆婆。
實戰中最常應用飛行、光學系、爆破、光學誘餌、砲擊、強化貫通及防護殼術式，亦有類似燃燒、模擬痛覺及脫水等較少用於實戰上的術式。常規軍用爆裂術式的爆炸當量約為50公斤TNT。
魔力波
啟動寶珠及使用術式時散發的波動，具有類似指紋的特質，而可用於區分個別的魔導師，並建立資料庫，部分擊墜數極高、足以造成戰術規模的威脅的敵魔導師或是魔導部隊，他們的魔力波便會被登錄為警戒對象，並給予特殊代號，此類異常強悍的魔導師或魔導部隊便被稱為Named。
由於魔力波會暴露魔導師行蹤的特點，導致新兵時常在前線因習慣性展開防護膜，而讓所屬部隊遭到觀測被砲擊殲滅，經過訓練的魔導師能夠藉由抑制魔力輸出減弱魔導反應，以避免遭到偵測。
防護殼
魔導師用以保護自身的障壁，能隔絕毒氣、衝擊波、生化武器及彈幕的襲擊，可分為常態啟動的防護膜或集中防禦的防護殼，根據演算寶珠性能及魔導師的個體差異，可生成最高能抵擋單發12.7（0.50英寸）口徑子彈的防護膜，或是在全力展開防護殼下，理論上能抵擋單發40（1.57英寸）口徑的防護殼，但小口徑子彈的密集彈幕亦可能削弱並貫通防護殼。
國際條約
在異世界的諸國之間通行適用的各種公約。諸如包含規範帝國與協約聯合國境線劃分及兩國關係，維持兩國勢力均衡點的倫迪尼姆條約；禁止殺傷非戰鬥人員，以及對未疏散平民之市區執行諸如毒氣、無差別轟炸等非人道行為，規範個別軍事單位的投降規則及俘虜待遇，和非交戰國與交戰國之間的國際關係，但聯邦未簽署部分內容的沃爾姆斯公約；帝國與聯邦暗中簽訂，代表兩造之間軍事同盟關係的拉巴洛條約；另有帝國與義魯朵雅王國的同盟協定和帝國與聯邦的互不侵犯條約等等。
內線戰略／外線戰略
帝國和接鄰諸國針對彼此的軍事威脅形成的國防戰略。內線戰略，由施里芬計劃作為根據實施的國防策略，即帝國通過預先整頓的後勤路網（以鐵路為主），在國家遭受侵略時迅速召集預先配置於各地的大陸軍，以大陸軍為攻勢主體依序擊破複數敵勢力，各方面軍則抵抗攻勢至大陸軍馳援，最後迫使侵略方全數脫離戰場而達成國防目的。外線戰略，即接鄰諸國通過外交手段及共同的利益形成包圍網，在戰時儘可能與複數國家同時對帝國發動戰爭，一國負責承受大陸軍攻勢並牽制其行動，其餘各國迅速擊破帝國方面軍，最後將大陸軍包圍殲滅。然而外線戰略在盧斯聯邦的共產政權上台後出現裂痕，進而造成國際社會動盪，最終導致大戰爆發。
領土紛爭地區
帝國自建國以來，便一直以大萊希主義確保歷史性的領土，至今已從無數戰敗鄰國手中取得大量土地，這些地區對帝國來說是無庸置疑的帝國固有領土，對周邊諸國來說卻是遭到帝國搶奪的地區，而當地的人口也大多為原屬國連同土地轉讓給帝國的居民，因此反抗事件一直層出不窮，需要憲兵及駐守部隊實行鎮壓統治，此地區便稱為「領土紛爭地區」。領土紛爭地區同時亦為帝國的軍事緩衝地區，用於擴張鐵路系統，以利防禦性質的內線戰略在此地區誘敵深入，並圍而殲之，這些緩衝地區使得以原帝國國民為人口主體的本土地區，直至目前為止甚少遭受戰火波及過，然而領土紛爭地區也是帝國與鄰國之間無法消彌的火種，在逐漸升溫的國際衝突中扮演關鍵的角色。
帝國領奧斯特倫德，位於現今波蘭東部及加里寧格勒州；帝國領諾登，位於現今丹麥；低地工業地帶，位於現今荷蘭、比利時、盧森堡；未收復的義魯朵雅，位於現今斯洛維尼亞；帝國領達基亞，位於現今匈牙利。
亞雷努大屠殺
大戰期間發生的一件備受爭議的鎮壓事件。事件發生於帝國西方方面軍後勤樞紐的亞雷努·羅肯地區，此地區長期有共和國的遊擊隊活動。統一曆一九二五年五月四日，亞雷努市發生暴動，市民武裝起義成功，並與空降進入該市的共和國特種魔導部隊合流，封鎖後勤物資流動，導致帝國西方方面軍後勤遭到截斷。在迫於共和國可能即將發動的大規模攻勢威脅下，帝國軍參謀團隊緊急擬定以迅速造成火災旋風將市區完全燒燬的作戰行動，並由西方方面軍軍團長發布作戰。
作戰前日十一時，帝國向亞雷努市發布避難勸告。作戰當日，帝國派遣二〇三航空魔導大隊作為先遣隊，先將共和國魔導師壓制於建築物內，再發布要求釋放帝國市民的宣告。
此時有少數偏向帝國的市民意圖逃離，並遭到射殺。帝國軍魔導大隊隨即開始救出受俘虜的帝國民眾並持續壓制敵魔導師。在確認帝國的市民皆撤出市區後，帝國軍向民兵發布勸降宣告，在對方拒絕勸降後，便決定基於戰時陸戰法規，對不存在俘虜與自國市民，且遭到非正規兵占領的城市展開攻略戰。以轟炸艦隊及砲兵部隊組成的後續部隊以消滅游擊隊為作戰目的投射大量燃燒彈轟炸市區，將亞雷努市如同字面意義地化為焦土，包括畢安特中校在內的部分共和國魔導師成功逃脫。
約有半數的市民於此事件中罹難，大戰結束後亞雷努市每年都會舉辦追悼儀式，此事件亦因未觸犯任何一條當時通行的戰時陸戰法規而著稱。
旋轉門作戰（曼施坦因計劃）
帝國突破與共和國的壕溝戰僵局的一系列關鍵作戰。統一曆一九二五年四月二十八日，帝國參謀本部的戰務作戰聯合會議上，傑圖亞少將及盧提魯德夫少將即聯合提出大規模反攻計畫的構想，後因亞雷努大屠殺發生，而改為以後撤戰線將其引誘殲滅，獲得大多數參謀認可實行。在本次作戰中，帝國成功地將原先陷入膠著的壕溝戰模式轉變回拿手的機動作戰，並以完全的包圍殲滅大獲全勝，但最終未能讓共和國勢力脫離戰場。
帝國先指派情報部對亞雷努事件進行嚴格的情報管制，再刻意通過第三國促使情報外流，使亞雷努大屠殺事件曝光，並放出帝國即將以大規模攻勢企圖早期結束戰爭的假情報，再派遣航空魔導部隊進行全區武裝偵查，誘使共和國軍情報部誤判帝國鐵路活動的活性化為大規模攻勢的前兆，而以陣地防衛戰為前提固守防禦，在此期間西方方面軍右翼毅然撤出從前死守的低地工業地帶，並棄置搬運不易的重砲、派遣工兵摧毀戰壕埋設地雷、破壞低地工業地帶的沿岸港灣設施、派遣艦隊封鎖海域、集結裝甲戰力於西方方面軍左翼。最後共和國萊茵方面軍推進收復從前被帝國奪去的低地工業地帶領土，導致其左翼突出戰線並進入失去堅固戰壕庇護的戰區，同時帝國亦失去了低地工業地帶，並使西方工業地帶落入共和國的重砲射程範圍內。
五月二十五日，帝國在後撤戰線後發動第一階段「衝擊與恐懼作戰」，通過能以超高速突破共和國防空網的V1追加加速裝置，將特種魔導中隊投射至共和國軍的司令部，並將之摧毀以瓦解共和國軍指揮系統，再於當日立即啟動第二階段「解鎖作戰」，藉由坑道戰術炸毀共和國軍右翼的前線壕，隨後依旋轉門的要領集中帝國軍左翼的裝甲部隊及機械化步兵等精銳集團，迅速突破切割游離化的共和國軍右翼陣地，並前後包夾共和國軍左翼。五月二十七日，帝國發布「一七七號攻擊計劃」指揮西方方面軍包圍殲滅過度突出戰線、失去組織能力及戰壕庇護、並被帝國軍封鎖在低地工業地帶的共和國主力部隊，以期後續攻略共和國本土地區迫使其退出戰局。
南方大陸遠征軍／南方大陸派遣軍團
統一曆1925年中，共和國軍發動方舟作戰於南方大陸建立自由共和國政權後，帝國軍參謀本部為牽制自由共和國及聯合王國軍而派遣至南方大陸的遠征軍。軍長為隆美爾少將，下轄兩個師及若干支援部隊。第4卷後期改名為南方大陸集團軍，編制擴充至集團軍級。
漫畫中原始名稱改為南方大陸派遣軍團，軍事單位級別從軍級提升為軍團級，戰鬥序列也大幅擴充。
- 南方大陸派遣軍團
  - 第605輕裝師
    - 司令部大隊
    - 第203游擊航空魔導大隊
    - 偵查大隊
    - 特殊工兵大隊
    - 其他若干支隊

  - 第711裝甲師
  - 第712裝甲師
  - 第731摩托化步兵師
  - 第3裝甲車軍
    - 第184步兵師
    - 第158高砲師
    - 第159高砲師

  - 第8航空隊分遣隊
  - 其他若干航空支隊

造物主／天使
於知覺外領域的存在，造物主創造了世界並旁觀其發展，天使則在洪荒時代顯現神蹟及聖物避免文明及信仰滅絕，天使們對於科學發展抱持正面的態度，認為鑽研造物主創造世界的秩序可以幫助人類進入更高層次，並顧慮人類會過度依賴神蹟而停止進化，因此漸漸停止施予神蹟任其發展，但也因此導致人類的信仰心逐漸下降而苦惱著。
魔導具
動畫及漫畫中引入之設定，具備術式多樣化及輔助主寶珠運算等功能。各國有多種不同外型及用途之魔導具。

## 大事紀
| 統一暦 | 統一暦    | 事件 | 小說        | 動畫           | 漫畫                              | 備註             |
| ------ | --------- | --- | ----------- | -------------- | --------------------------------- | ---------------- |
| 1914年 | 7月18日   | 譚雅於帝國首都柏盧誕生。 | 第1卷       | 第2話          | 第1章                             | 動畫版為1913年。 |
| 1923年 | 6月       | 協約聯合武裝部隊入侵諾登領土紛爭地區，大戰爆發。 | 第1卷       | 第2話          | 第1章                             |                  |
| 1923年 | 6月後     | 帝國以「防衛反擊」的名義動員大陸軍侵略協約聯合領土，開啟北方戰場。 | 第1卷       | --             | 第1章                             |                  |
| 1923年 | 6月後     | 譚雅以實驗效能為目的配備專用四核寶珠，從萊茵戰場轉調後方研究機構。共和國基於國防目的無預警奇襲帝國萊茵國境，開闢低地工業地帶的萊茵戰場，帝國大陸軍暨北方方面軍聯軍則因參謀本部發布主軍轉進命令，緊急抽離大陸軍轉往萊茵戰場，而陷入編制體制的混亂。譚雅以評價研發成果的名目被派往萊茵戰場。                            | 第1卷       | 第3話          | 第2章                             |                  |
| 1923年 | 6月後     | 共和國軍第4航空魔導師所屬的第42航空魔導團第106、107搜索魔導中隊被殲。 | 第1卷       | 第1話          | 第3－5章                          |                  |
| 1923年 | 6月後     | 譚雅晉升中尉後獲薦進入夏爾洛堡軍大學就讀。 | 第1卷       | 第4話          | 第6－8章                          |                  |
| 1924年 | 4月13日   | 譚雅以學員身分於夏爾洛堡軍大學參與關於城鎮戰攻略之研究會議。 | 第2卷       | --             | 第35章                            |                  |
| 1924年 | 9月24日前 | 萊茵戰場漸漸從機動作戰轉為壕溝戰型態，帝國於此期間喪失部分的低地工業地帶領土，並同時持有西、北兩面戰線。譚雅受命進行一支新編航空魔導大隊的編制及訓練。 | 第1卷       | 第5話          | 第8－10章                         |                  |
| 1924年 | 9月24日   | 203航空魔導大隊完成編制，同時大公國向帝國宣戰，開闢東南戰場。203航空魔導大隊受命襲擊大公國的主力集團軍，成功摧毀侵略軍司令部，並於隔日凌晨炸毀大公國首都郊外的卡貝魯斯兵工廠。帝國第7航空艦隊隨後協同帝國東部軍戰略預備部隊第17軍團突破中央戰線，截斷大公國軍後勤網並壓制殲滅，兩個月後占領大公國全境，結束東南戰場。 | 第1卷       | 第5話          | 第11－13章                        |                  |
| 1924年 | 9月24日   | 203航空魔導大隊完成編制，同時大公國向帝國宣戰，開闢東南戰場。203航空魔導大隊受命襲擊大公國的主力集團軍，成功摧毀侵略軍司令部，並於隔日凌晨炸毀大公國首都郊外的卡貝魯斯兵工廠。帝國第7航空艦隊隨後協同帝國東部軍戰略預備部隊第17軍團突破中央戰線，截斷大公國軍後勤網並壓制殲滅，兩個月後占領大公國全境，結束東南戰場。 | 第2卷       | 第5話          | 第11－13章                        |                  |
| 1924年 | 11月5日   | 203航空魔導大隊受命轉調諾登戰場，隔日於當地執行首次作戰。 | 第6話       | 第14－16章     |                                   |                  |
| 1924年 | 11月16日  | 北方方面軍參謀會議決議發動大規模攻勢。隨後參謀本部開始秘密執行協同作戰，目的為登陸切斷協約聯合後勤路線，以協助北方方面軍進行大規模攻勢，並期許以此作為冰釋參謀本部與北方方面軍參謀團隊的嫌隙的契機。 | 第7話       | 第17－19章     |                                   |                  |
| 1924年 | 11月29日  | 帝國軍北洋艦隊作戰會議。 | --          | 第20章         |                                   |                  |
| 1924年 | 12月1日   | 帝國軍北洋艦隊偕同登陸部隊夜間登陸歐斯峽灣，隔日占領港灣並截斷協約聯合軍後勤路線，帝國北方方面軍啟動大規模攻勢。 | 第7話       | 第20－22章     | 動畫版為12月10日。                |                  |
| 1924年 | 12月4日   | 聯合王國對外戰略局的哈伯革蘭少將秘密擬定協助協約聯合流亡政府逃亡的計畫。 | --          | 第22章         |                                   |                  |
| 1924年 | 12月10日  | 協約聯合十人委員會搭乘艦隊脫離本土，意圖於海外樹立流亡政權，同日聯合王國於交戰海域外圍發動大規模海軍演習，帝國則派遣大洋艦隊、航空艦隊及魔導部隊封鎖海域。 | --          | 第23－25章     |                                   |                  |
| 1924年 | 12月11日  | 203航空魔導大隊與逃亡中的協約聯合艦隊短暫交火後脫離，返回基地途中於帝國領海內遭遇國籍不明的潛艇，為阻止其潛航逃脫而進行威嚇射擊，擊沉該潛艇後實施救援，多數船員獲救並接受魔導大隊臨檢。 | --          | 第25、26章     |                                   |                  |
| 1924年 | 12月      | 帝國實質占領協約聯合本土並開始掃蕩反抗勢力，北方方面軍亦因冬季降雪而無法增援西方方面軍。 | 第7話       | 第27章         |                                   |                  |
| 1925年 | 1月18日   | 北洋艦隊偕同203航空魔導大隊進行魔導部隊對艦作戰演習。 | --          | 第27、28章     |                                   |                  |
| 1925年 | 2月24日   | 帝國軍事法院裁定不受理有關203航空魔導大隊擊沉聯合王國潛艇的案件。 | --          | 第29章         |                                   |                  |
| 1925年 | 3月       | 203航空魔導大隊轉調萊茵戰場。 | 第8話       | 第29章         |                                   |                  |
| 1925年 | 4月5日    | 203航空魔導大隊受命教導8個新兵魔導小隊。 | --          | 第30－32、34章 | 動畫版格蘭茲已於601編制部隊登場。 |                  |
| 1925年 | 4月28日   | 參謀本部的戰務作戰聯合會議上，由傑圖亞少將及盧提魯德夫少將提出針對敵野戰軍的大規模攻擊計畫。 | 第9話       | 第33章         |                                   |                  |
| 1925年 | 5月4日    | 亞雷努市發生市民起義事件，同日共和國魔導師空降入侵該市，和當地反抗軍合流。詳見亞雷努大屠殺。 | 第8話       | 第34－39章     |                                   |                  |
| 1925年 | 5月10日   | 帝國西方方面軍進行名目上的後勤網整理，實質為大規模反攻作戰前的戰線後撤及戰力集結。 | 第9話       | 第39－44章     |                                   |                  |
| 1925年 | 5月25日   | 「衝擊與恐懼」作戰啟動。詳見旋轉門作戰。同日聯合王國通過大使館向帝國外交部發送電報，要求回歸「開戰前的國境線與外交條約」狀態，帝國方回絕。 | 第9話       | 第3卷          | 第45－52章                        |                  |
| 1925年 | 5月25日   | 「衝擊與恐懼」作戰啟動。詳見旋轉門作戰。同日聯合王國通過大使館向帝國外交部發送電報，要求回歸「開戰前的國境線與外交條約」狀態，帝國方回絕。 | 第10話      | 第3卷          | 第45－52章                        |                  |
| 1925年 | ??月??日  | 聯合王國參戰，由於情況與預期嚴重背離，耽誤到地面部隊的動員。 | 第52、53章  | 第3卷          |                                   |                  |
| 1925年 | 6月18日   | 帝國對共和國本土發動直接侵略。 | 第11話      | 第3卷          | 第54章                            |                  |
| 1925年 | 6月19日   | 共和國戴·樂高國防次長實行「大陸撤退」計畫，以確保海外反擊能力為目的，率領第3裝甲師及第7戰略機動軍，自布雷斯特軍港撤守至殖民地馬爾及利亞，並意圖成立自由共和國。 | 第11話      | 第3卷          | 第55章                            |                  |
| 1925年 | 6月20日   | 帝國占領共和國本土地區，晚間向全軍發布停戰命令。 | 第11話      | 第3卷          | 第56－60章                        |                  |
| 1925年 | 8月22日   | 帝國當前持有一面西方渡渡巴德海峽戰場，同日瑪麗志願加入合州國的義勇魔導師連隊。 | 第12話、OVA | 第3卷          | 第60章                            |                  |
| 1925年 | 8月29日   | 帝國軍參謀本部戰務作戰聯合會議上，基於政治考量決議派遣遠征軍至南方大陸，開闢與自由共和國的南方大陸戰場。 | 第12話、OVA | 第3卷          | 第61－69章                        |                  |
| 1925年 | 9月4日    | 203航空魔導大隊轉調南方大陸遠征軍。 | 第12話、OVA | 第3卷          | 第63章                            |                  |
| 1925年 | 9月22日   | 戴·樂高少將毅然撤換殖民地領導階層，成立以本土派遣的指揮官及殖民地為主的參謀團隊組成的指揮系統。 | --          | 第3卷          | 第70章                            |                  |
| 1925年 | 10月12日  | 隆美爾軍長指示帝國軍於丘魯斯軍港集結，以各個擊破自由共和國軍，同時自由共和國軍秘密集結戰力，準備殲滅帝國遠征軍，次日自由共和國軍遭到擊潰。 | 劇場版      | 第3卷          | 第71－74章                        |                  |
| 1925年 | 11月1日   | 聯合王國的馬爾博羅首相發表演說。 | --          | 第3卷          | --                                |                  |
| 1926年 | 1月17日   | 聯邦總書記約瑟夫開始遭存在X一眾騷擾數日。 | --          | 第4卷          | 第85章                            |                  |
| 1926年 | 3月15日   | 203航空魔導大隊轉調東部方面軍，當晚搭乘運輸機執行長距離滲透偵察任務，空降潛入情報指示的聯邦軍集結地點。不久聯邦向帝國宣戰，聯邦軍自三個方面入侵東部國境，開闢東部戰場，而後203航空魔導大隊開始襲擊當地軍事設施，次日襲擊聯邦首都莫斯科。                                                                              | 劇場版      | 第4卷          | 第75－89章                        |                  |
| 1926年 | 3月26日   | 203航空魔導大隊在襲擊首都後，成功返回東部方面軍第21臨時基地，隔日轉進迪根霍夫確保戰略要地，並援救受困的第3、第32師。 | 劇場版      | 第4卷          | 第90章                            |                  |
| 1926年 | 3月28日   | 203航空魔導大隊進駐迪根霍夫，同日聯邦軍派遣8個師攻擊迪根霍夫。 | 劇場版      | 第4卷          | --                                |                  |
| 1926年 | 3月29日   | 帝國自迪根霍夫為中心開始機動作戰，後經由統稱丹寧·尼·貝克之戰的一連串會戰，取回東部戰場的主導權。 | 劇場版      | 第4卷          | --                                |                  |
| 1926年 | 4月3日    | 聯邦政治局決議釋放關押於集中營的大量魔導師及老練將校，派遣至前線進行作戰。 | --          | 第4卷          | --                                |                  |
| 1926年 | 4月10日   | 參謀本部對提古雷查夫少校的聯邦首都襲擊開始審訊會，稍晚傑圖亞中將決定將203航空魔導大隊轉調至西方海峽戰場進行戰技研究。 | 劇場版      | 第4卷          | --                                |                  |
| 1926年 | 4月29日   | 譚雅與瑪麗首次交戰。 | 劇場版      | 第4卷          | --                                |                  |
| 1926年 | 6月25日   | 提古雷查夫中校受命編制沙羅曼達試驗戰鬥群，並擔任試驗戰鬥群長。 | 劇場版      | 第4卷          | --                                |                  |
| 1926年 | 7月18日   | 參謀本部直屬試驗戰鬥群參與東方戰場的湖畔作戰。 | --          | 第4卷          | --                                |                  |
| 1926年 | 7月18日   | 參謀本部直屬試驗戰鬥群參與東方戰場的湖畔作戰。 | --          | 第5卷          | --                                |                  |
| 1926年 | 8月31日   | 沙羅曼達戰鬥群於一小型突出部擊退聯邦軍1個步兵連隊的拂曉攻勢。 | --          |                | --                                |                  |
| 1926年 | 9月15日   | 譚雅向傑圖亞副戰務參謀長闡釋帝國軍的重大戰略失誤。 | --          |                | --                                |                  |
| 1926年 | 9月       | 聯合王國決議派遣RMS安茹女王號載運魔導連隊前往聯邦，聯合王國與聯邦開始外交接觸。 | --          |                | --                                |                  |
| 1926年 | 9月28日   | 盧提魯德夫副作戰參謀長下達解散參謀本部直屬試驗戰鬥群、並派遣203航空魔導大隊至北方海域作戰的命令，傍晚試驗戰鬥群的軍官在首都柏盧的將校俱樂部舉辦餞別會。 | --          |                | --                                |                  |
| 1926年 | 9月30日   | 203航空魔導大隊向航行於外海的RMS安茹女王號實施臨檢，途中遭船內魔導部隊統一射擊，而和聯合王國海陸魔導連隊與義勇魔導連隊交戰，203航空魔導大隊4員陣亡、3員無法飛行、3員重傷。 | --          |                | --                                |                  |
| 1926年 | 10月7日   | 從集中營釋放的米克爾上校抵達聯邦領新霍爾姆基地，同日203航空魔導大隊搭乘U-152潛艦前往新霍爾姆基地。 | --          |                | --                                |                  |
| 1926年 | 10月8日   | 203航空魔導大隊奇襲新霍爾姆基地，兩支魔導中隊潛入停泊的RMS安茹女王號執行爆破作業，將其船艙炸毀並擊沉。 | --          |                | --                                |                  |
| 1926年 | 10月10日  | 瑪麗與莉莉亞結識。 | --          |                | --                                |                  |
| 1926年 | 10月16日  | 沙羅曼達戰鬥群於東部戰場的東北前線部署完畢。 | --          |                | --                                |                  |
| 1926年 | 10月19日  | 沙羅曼達戰鬥群遭兩支聯邦步兵旅夜襲，凌晨將其擊潰，林哈德·湯恩步兵指揮官失蹤，克勞斯·托斯潘中尉接任。 | --          |                | --                                |                  |
| 1926年 | 10月20日  | 發生史無前例的早冬，當日東部戰場開始降雪，帝國軍進入冬季戰狀態。 | --          |                | --                                |                  |
| 1926年 | 11月15日  | 傑圖亞副戰務參謀長代表帝國軍發表宣言，證實帝國徹底改變東部戰場佔領區的軍政系統，發動將軍政管轄區還政於民的「睦鄰政策」。 | --          |                | --                                |                  |
| 1926年 | 12月24日  | 聯邦於東部戰線發動小規模攻勢。 | --          | 第6卷          | --                                |                  |
| 1927年 | 1月中旬   | 義魯朵雅王國動員演習，於北方國境集結相當於25個師的陸軍。 | --          | 第6卷          | --                                |                  |
| 1927年 | 1月下旬   | 沙羅曼達戰鬥群接獲軍令重新布署於南方國境。 | --          | 第6卷          | --                                |                  |
| 1927年 | 2月       | 雷魯根上校作為同盟國武官，參與義魯朵雅王國軍的軍事演習。同時期聯合王國航空母艦打擊群進行壓力測試，突襲帝國西方沿岸的軍港。 | --          | 第6卷          | --                                |                  |
| 1927年 | 4月上旬   | 多國籍魔導部隊自潛艇登陸舊協約聯合領土，與當地反帝國游擊隊合流，支援游擊活動。同時期沙羅曼達戰鬥群轉調舊協約聯合領地，開始掃蕩游擊活動。 | --          | 第6卷          | --                                |                  |
| 1927年 | 4月18日   | 聯邦軍於東部戰場發動春季攻勢。帝國東方軍因遭受奇襲而陷入混亂。 | --          | 第6卷          | --                                |                  |
| 1927年 | 4月20日   | 沙羅曼達戰鬥群抵達布署地點並接敵，隨東方軍第23師第54連隊撤退至後退線。 | --          | 第7卷          | --                                |                  |
| 1927年 | 4月22日   | 帝國軍逐漸平息混亂並完成組織性撤退，開始重整戰線。 | --          | 第7卷          | --                                |                  |
| 1927年 | 4月26日   | 聯邦軍發動第二波攻勢，整理完成戰線的帝國軍正面迎擊，並展開局部反攻。 | --          | 第7卷          | --                                |                  |
| 1927年 | 4月27日   | 沙羅曼達戰鬥群依命受轄於雷魯根戰鬥群，並秘密接待同盟國的軍事觀察官。 | --          | 第7卷          | --                                |                  |
| 1927年 | 4月28日   | 雷魯根戰鬥群受命進行主軍掩護命令，後203航空魔導大隊緊急增援至主軍右翼，並首次與裝備新型寶珠之敵魔導部隊交戰，捕獲該新型寶珠「T3476」。 | --          | 第7卷          | --                                |                  |
| 1927年 | 5月1日    | 義魯朵雅王國開始協商帝國、聯邦雙方的停火協議。同時帝國東方軍已完成組織性撤退，參謀本部意圖藉聯邦主軍脫離陣地當下進行大規模反擊戰。同日，卡蘭德羅上校抵達雷魯根戰鬥群，並參觀戰鬥群在當地進行的一次城鎮戰。 | --          | 第7卷          | --                                |                  |
| 1927年 | 5月2日    | 帝國軍派出複數部隊前進偵查，在東方各地爆發小規模衝突。 | --          | 第7卷          | --                                |                  |
| 1927年 | 5月3日    | 東方全區之帝國軍領受後退命令，陸續轉換配置到指定戰線。雷魯根戰鬥群撤出陣地期間發生一次友軍砲兵誤射事件。 | --          | 第7卷          | --                                |                  |
| 1927年 | 5月5日    | 參謀本部發布鐵鎚作戰。東方軍在友軍制空優勢下將空降部隊空降至聯邦軍後方大河的數座橋梁，阻斷敵渡河地點。複數師團自三個戰區開始突破聯邦軍防線，意圖包圍聯邦軍。雷魯根戰鬥群、第2裝甲師、第15師、第3混合機械化步兵師為中央打通組。                                                                                        | --          | 第7卷          | --                                |                  |
| 1927年 | 5月7日    | 雷魯根戰鬥群成功與第6空降獵兵連隊會合並協助防衛。 | --          | 第7卷          | --                                |                  |
| 1927年 | 5月8日    | 帝國軍中央、左翼及右翼打通部隊成功突穿聯邦防線，並陸續與空降部隊會合，對聯邦軍形成複數包圍圈，同日203航空魔導大隊受命襲擊包圍圈內聯邦軍之司令部。 | --          | 第7卷          | --                                |                  |
| 1927年 | 5月11日   | 聯邦軍某包圍圈內之複數戰車師突破帝國軍左翼部分防線，佔領第1、第2、第5地點之橋梁，部分敵部隊脫離。 | --          | 第7卷          | --                                |                  |
| 1927年 | 5月13日   | 多數包圍圈內之聯邦軍遭到殲滅，帝國東方軍正以追擊戰擴大戰果。同日最高統帥會議決議否決王國協商之停戰條件，繼續對聯邦作戰。 | --          | 第7卷          | --                                |                  |
| 1927年 | 5月26日   | 傑圖亞副戰務參謀長兼任帝國東戰線北部B集團之檢閱官並前去就職，同時東戰線南部之A集團集結大量裝甲車輛，預備進行「安朵美達作戰」。 | --          | 第8卷          | --                                |                  |
| 1927年 | 5月28日   | B集團於道路、市街路線設防。同時傑圖亞中將抵達B集團之前進陣地，並指派雷魯根戰鬥群死守鐵路沿線的一處據點「索爾迪姆528陣地」。 | --          | 第8卷          | --                                |                  |
| 1927年 | 6月8日    | 聯合王國籍戰地記者團進駐聯邦主戰線北部進行採訪，並於當日舉辦一場記者會。 | --          | 第8卷          | --                                |                  |
| 1927年 | 6月10日   | 帝國軍A集團於東方戰線南部發動「安朵美達作戰」，同時期北部聯邦軍發動「蟾蜍攻勢」，索爾迪姆528陣地遭到4－5個聯邦師包圍。 | --          | 第8卷          | --                                |                  |
| 1927年 | 6月14日   | 兩軍於索爾迪姆528陣地附近空域進行魔導戰。 | --          | 第8卷          | --                                |                  |
| 1927年 | 6月16日   | 低地工業地帶遭聯邦體系空軍夜間轟炸。 | --          | 第8卷          | --                                |                  |
| 1927年 | 6月18日   | 包圍圈內之提古雷查夫中校向戰鬥群下達禁止後退命令。稍後戰鬥群收到上級司令部之電報，B集團救援之裝甲、機械化部隊開始自左翼嘗試迂迴敵包圍圈，與聯邦軍爆發大規模裝甲、魔導戰。當日深夜，帝國軍打通包圍圈，並對聯邦軍包圍部隊形成單翼包圍。                                                                                 | --          | 第8卷          | --                                |                  |
| 1927年 | 6月19日   | B集團停止對聯邦軍之追擊，同時A集團在佔領約瑟夫格勒後，因到達攻勢極限而停止軍事行動，且未成功奪取南方各資源地帶之都市，安朵美達作戰失敗。帝國最高統帥會議以戰線的局部性推進與防衛成功為由，宣布在東方大獲全勝。 | --          | 第8卷          | --                                |                  |
| 1927年 | 6月29日   | 雷魯根戰鬥群歸返帝都進行重新編制及整備。 | --          | 第9卷          | --                                |                  |
| 1927年 | 7月1日    | 參謀本部決議派遣即將歸國之隆美爾中將至西方方面軍司令部支援。同時期東部方面軍決議將第31師撤出霍芬突出部，聯邦則要求多國籍魔導部隊研擬斬首作戰。 | --          | 第9卷          | --                                |                  |
| 1927年 | 7月2日    | 盧提魯德夫副作戰參謀長與提古雷查夫中校出席一場戰死者追悼儀式。 | --          | 第9卷          | --                                |                  |
| 1927年 | 7月3日    | 義魯朵雅王國拒絕帝國南方大陸遠征軍進入其國境，帝國參謀本部改將遠征軍以內海航路歸國，策畫「野蠻人作戰」；聯合王國則策畫「同意行動」，預計派遣數支艦隊及航母戰鬥群封鎖內海。 | --          | 第9卷          | --                                |                  |
| 1927年 | 7月12日   | 帝國啟動野蠻人作戰，帝國內海潛艦部隊配備12發V-2「海中通用加速裝置」執行作戰。 | --          | 第9卷          | --                                |                  |
| 1927年 | 7月15日   | 達卡海戰爆發，聯合王國本國艦隊所屬第2戰隊於當地下午7點在達卡外海接敵，胡德號戰鬥巡洋艦、皇家方舟號航空母艦、伊利亞德拉爾號巡洋艦、百慕達號、路易斯號、勝利號驅逐艦等軍艦遭到擊沉。 | --          | 第9卷          | --                                |                  |
| 1927年 | 7月17日   | 帝國軍U-091標準型潛艦進行外交訪問，停靠於義魯朵雅軍港。奧托·馮·埃爾姆艦長與提古雷查夫中校與王國外交官會面並留駐數日。 | --          | 第9卷          | --                                |                  |
| 1927年 | 7月18日   | 帝國南方方面軍於舊共和國內海側的一處軍港擊退兩棲突襲部隊，但損害甚大。 | --          | 第9卷          | --                                |                  |
| 1927年 | 7月21日   | 203航空魔導大隊自義魯朵雅乘列車歸國。 | --          | 第9卷          | --                                |                  |
| 1927年 | 7月22日   | 提古雷查夫中校前往參謀本部匯報，當晚接受隆美爾中將的招待，於將校俱樂部的包廂內密談。 | --          | 第9卷          | --                                |                  |
| 1927年 | 7月23日   | 帝國最高統帥會議向參謀本部要求研擬軍事侵略義魯朵雅的計畫。 | --          | 第9卷          | --                                |                  |
| 1927年 | 7月26日   | 帝國外交部參事官康拉德於參謀本部與雷魯根上校商討未來合作事宜。譚雅受指派前往東部方面軍司令部運送密件。隆美爾中將受命前往西方司令部赴任司令官。 | --          | 第10卷         | --                                |                  |
| 1927年 | 7月29日   | 傑圖亞中將以東方方面的兵力不足為由，使東部方面軍持續向後重整戰線。譚雅抵達東部方面軍司令部並向傑圖亞中將遞送密件，同時受命參與東部軍數日後預定的軍事行動。 | --          | 第10卷         | --                                |                  |
| 1927年 | 8月1日    | 帝國東部方面軍向聯邦軍突出部發動佯攻並遭受強烈抵抗。同日帝國軍主力部隊繞過突出部，成功突破該突出部兩側之正面戰線，深入後方以奪取交通要衝並包夾突出部。 | --          | 第10卷         | --                                |                  |
| 1927年 | 8月1日後  | 傑圖亞攻勢將主要目標放在從鐵路等後勤路線「逆流」的「重新奪回」上，一面直擊聯邦軍的後勤網，一面在出乎敵方預料的作戰層面上達成奇襲。最終帝國軍成功讓戰線大幅推回。聯邦軍基於過去的戰鬥教訓成功地迅速後退，但喪失了大量重裝備。                                                                                          | --          | 第10卷         | --                                |                  |
| 1927年 | 8月11日   | 譚雅抵達西部方面軍司令部並前去會面隆美爾司令官，當日受命將對聯合王國本土突擊計劃呈請參謀本部以取得許可。 | --          | 第10卷         | --                                |                  |
| 1927年 | 8月14日   | 德瑞克中校於聯合王國本國郊外之情報部會面哈伯格蘭少將，後哈伯格蘭少將要求情報部重新檢查Ultra暗號安全。同日譚雅偕同雷魯根上校前往外交部會面康拉德參事官，並取得參謀本部許可執行聯合王國本土突擊作戰。 | --          | 第10卷         | --                                |                  |
| 1927年 | 8月16日   | 譚雅與隆美爾討論作戰相關事宜。 | --          | 第10卷         | --                                |                  |
| 1927年 | 8月17日   | 當日凌晨203航空魔導大隊參與海峽夜間空戰。 | --          | 第10卷         | --                                |                  |
| 1927年 | 8月26日   | 德瑞克中校與巴爾默准將商討對帝國軍艦隊伏擊作戰相關事宜。 | --          | 第10卷         | --                                |                  |
| 1927年 | 8月31日   | 帝國軍派出戰鬥巡洋艦二艘、輕巡洋艦三艘、登陸用驅逐艦三艘及203航空魔導大隊突擊聯合王國本土，途中遭受聯合王國本國艦隊之高速戰艦戰隊以及海陸魔導旅團伏擊，撤退成功，損害輕微。 | --          | 第10卷         | --                                |                  |
| 1927年 | 9月10日   | 傑圖亞上將、盧提魯德夫上將與譚雅於參謀本部會面，同日自治議會的代表團抵達參謀本部。 | --          | 第11卷         | --                                |                  |
| 1927年 | 9月26日   | 由於發動無限制潛艇戰，帝國潛艦部隊於西方外海擊沉合州國的大型民船。 | --          | 第11卷         | --                                |                  |
| 1927年 | 9月27日   | 帝國潛艦部隊於西方外海再次擊沉合州國的大型民船，同日帝國外交部的外交政策協調局向新大陸的駐外機構發出電報，要求警戒合州國參戰的可能性並制定對應計畫。 | --          | 第11卷         | --                                |                  |
| 1927年 | 9月28日   | 聯合王國情報部截獲帝國外交部發出之電報，並策畫刺殺盧提魯德夫上將的軍事行動。 | --          | 第11卷         | --                                |                  |
| 1927年 | 10月3日   | 盧提魯德夫上將於自東方方面軍司令部回歸參謀本部的途中遇襲殉職。 | --          | 第11卷         | --                                |                  |
| 1927年 | 10月4日   | 傑圖亞上將抵達帝都並獲薦兼任參謀本部副作戰參謀長一職。 | --          | 第11卷         | --                                |                  |
| 1927年 | 10月16日  | 義魯朵雅王國與合州國簽訂武裝中立同盟，同日傑圖亞上將下令準備對義魯朵雅王國發動奇襲作戰。 | --          | 第11卷         | --                                |                  |
| 1927年 | 11月10日  | 雷魯根上校於當日傍晚以軍事電話與義魯朵雅軍諾斯特姆駐地的卡蘭德羅上校通話。 | --          | 第11卷         | --                                |                  |
| 1927年 | 11月11日  | 帝國向義魯朵雅王國宣戰同時發動攻勢，以第8裝甲師為首的先鋒部隊突破國境防線。 | --          | 第11卷         | --                                |                  |
| 1927年 | 11月12日  | 卡蘭德羅上校下令屬下部隊發動焦土戰。 | --          | 第11卷         | --                                |                  |
| 1927年 | 11月16日  | 203魔導大隊選拔中隊駕駛12台V-1改良型突襲停靠於義魯朵雅王國北部軍港進行改裝的戰艦群，直擊6、近彈4。3艘戰艦被擊沉、2艘被破壞。 | --          | 第11卷         | --                                |                  |
| 1927年 | 11月22日  | 帝國南部方面軍與義魯朵雅王國軍達成臨時協議，停火24小時，後經卡蘭德羅上校交涉後，以讓北部王國民人避難為由停戰7日。 | --          | 第12卷         | --                                |                  |
| 1927年 | 11月下旬  | 多國籍義勇軍自聯邦轉調義魯朵雅戰區。 | --          | 第12卷         | --                                |                  |
| 1927年 | 11月29日  | 停戰協議失效，當日合州國義魯朵雅遠征軍第1軍團所屬第7航空魔導連隊遭到203航空魔導大隊伏擊而全滅。 | --          | 第12卷         | --                                |                  |
| 1927年 | 12月5日   | 義魯朵雅北部地區於帝國軍的攻勢下淪陷，傑圖亞上將抵達義魯朵雅前線視察，下令進攻義魯朵雅首都。 | --          | 第12卷         | --                                |                  |
| 1927年 | 12月6日   | 沙羅曼達戰鬥群及第8裝甲師突破王國首都防線攻入首都。 | --          | 第12卷         | --                                |                  |
| 1927年 | 12月9日   | 烏卡晉升上校並轉任第103鐵路運輸連隊長，並受命劫掠王國首都的軍工物資。 | --          | 第12卷         | --                                |                  |
| 1927年 | 12月11日  | 沙羅曼達戰鬥群進行以彈性防禦為主之軍事演習。 | --          | 第12卷         | --                                |                  |
| 1927年 | 12月13日  | 同盟聯合魔導軍司令部成立。 | --          | 第12卷         | --                                |                  |
| 1927年 | 12月17日  | 203航空魔導大隊受命延長部屬期限，而後發動襲擊義魯朵雅軍港，與同盟聯合魔導軍及合州國海軍陸戰隊交戰。 | --          | 第12卷         | --                                |                  |
| 1927年 | 12月20日  | 義魯朵雅當局宣布收容戰爭難民，受到以合州國軍為主的同盟各國的組織性支援。 | --          | 第12卷         | --                                |                  |
| 1927年 | 12月25日  | 帝國軍撤出王國首都。 | --          | 第12卷         | --                                |                  |
| 1967年 | 6月23日   | 安德魯開始對第十一號女神的調查。 | --          | 第1卷          | 第9章                             |                  |
| 1980年 | 5月9日    | 安德魯的採訪小組參與於莫斯科所舉辦的偉大衛國戰爭紀念典禮。 | --          | 第4卷          | --                                |                  |
| 1980年 | 11月28日  | 安德魯的採訪小組於黑色星期五在紐岳活動。 | --          | 第4卷          | --                                |                  |

## 出版書籍
作品最初是作者在小說投稿網站「Arcadia」上投稿的小說，後來經過修訂後書籍化，於2013年10月開始由Enterbrain刊行。
雖然標題裡的「幼女」容易讓人聯想到御宅文化，但作品的內容卻和御宅文化毫無關係，參考第一次世界大戰與第二次世界大戰的歐洲為背景所延伸出的原創故事。

### 輕小說
| 卷數 | 小說標題                            | 日本           | 日本                   | 臺灣           | 臺灣                                               |
| 卷數 | 小說標題                            | 發售日期       | ISBN                   | 發售日期       | ISBN                                               |
| ---- | ----------------------------------- | -------------- | ---------------------- | -------------- | -------------------------------------------------- |
| 1    | Deus lo vult                        | 2013年10月31日 | ISBN 978-4-04-729173-7 | 2014年12月24日 | ISBN 978-986-366-170-2                             |
| 2    | Plus Ultra                          | 2014年5月31日  | ISBN 978-4-04-729569-8 | 2015年10月24日 | ISBN 978-986-366-705-6                             |
| 3    | The Finest Hour                     | 2014年11月29日 | ISBN 978-4-04-730037-8 | 2016年4月27日  | ISBN 978-986-473-044-5                             |
| 4    | Dabit deus his quoque finem         | 2015年6月29日  | ISBN 978-4-04-730474-1 | 2016年11月28日 | ISBN 978-986-473-244-9                             |
| 5    | Abyssus abyssum invocat             | 2016年1月30日  | ISBN 978-4-04-730902-9 | 2017年3月9日   | ISBN 978-986-473-593-8                             |
| 6    | Nil admirari                        | 2016年7月30日  | ISBN 978-4-04-734210-1 | 2017年8月10日  | ISBN 978-986-473-791-8                             |
| 7    | Ut sementem feceris, ita metes      | 2016年12月28日 | ISBN 978-4-04-734407-5 | 2018年2月12日  | ISBN 978-957-564-039-2                             |
| 8    | In omnia paratus                    | 2017年6月30日  | ISBN 978-4-04-734655-0 | 2018年8月9日   | ISBN 978-957-564-295-2                             |
| 9    | Omnes una manet nox                 | 2018年1月12日  | ISBN 978-4-04-734877-6 | 2019年1月21日  | ISBN 978-957-564-675-2                             |
| 10   | Viribus Unitis                      | 2018年9月29日  | ISBN 978-4-04-735326-8 | 2019年9月30日  | ISBN 978-957-743-220-9                             |
| 11   | Alea iacta est                      | 2019年2月20日  | ISBN 978-4-04-735496-8 | 2020年11月11日 | ISBN 978-986-524-057-8 EAN 4713510136775（特裝版） |
| 12   | Mundus vult decipi, ergo decipiatur | 2020年2月20日  | ISBN 978-4-04-735734-1 | 2021年11月17日 | ISBN 978-986-524-941-0                             |
| 13   | Dum spiro, spero -上-               | 2023年8月30日  | ISBN 978-4-04-736819-4 | 2024年10月21日 | ISBN 978-986-400-635-4                             |
| 14   | Dum spiro, spero -下-               | 2023年9月29日  | ISBN 978-4-04-737595-6 | 2025年6月25日  | ISBN 978-626-415-818-3                             |

### 漫畫
幼女戰記
出版社為《KADOKAWA》，作畫為東條チカ。
| 卷數 | KADOKAWA       | KADOKAWA                                                     | 台灣角川       | 台灣角川               |
| 卷數 | 發售日期       | ISBN                                                         | 發售日期       | ISBN                   |
| ---- | -------------- | ------------------------------------------------------------ | -------------- | ---------------------- |
| 1    | 2016年12月10日 | ISBN 978-4-0410-5125-2                                       | 2017年8月10日  | ISBN 978-986-473-828-1 |
| 2    | 2016年12月26日 | ISBN 978-4-0410-5126-9                                       | 2017年8月10日  | ISBN 978-986-473-829-8 |
| 3    | 2017年1月26日  | ISBN 978-4-0410-5127-6                                       | 2017年9月18日  | ISBN 978-986-473-899-1 |
| 4    | 2017年4月10日  | ISBN 978-4-0410-5533-5                                       | 2018年2月8日   | ISBN 978-957-564-052-1 |
| 5    | 2017年5月10日  | ISBN 978-4-0410-5534-2                                       | 2018年8月16日  | ISBN 978-957-564-373-7 |
| 6    | 2017年6月9日   | ISBN 978-4-0410-5766-7                                       | 2018年12月12日 | ISBN 978-957-564-646-2 |
| 7    | 2017年11月25日 | ISBN 978-4-0410-5767-4                                       | 2019年7月15日  | ISBN 978-957-743-105-9 |
| 8    | 2018年2月26日  | ISBN 978-4-0410-6544-0                                       | 2019年11月11日 | ISBN 978-957-743-363-3 |
| 9    | 2018年4月26日  | ISBN 978-4-04-106943-1                                       | 2019年11月11日 | ISBN 978-957-743-364-0 |
| 10   | 2018年9月25日  | ISBN 978-4-04-106944-8                                       | 2020年2月19日  | ISBN 978-957-743-563-7 |
| 11   | 2018年11月24日 | ISBN 978-4-04-106945-5                                       | 2020年2月19日  | ISBN 978-957-743-564-4 |
| 12   | 2019年1月25日  | ISBN 978-4-04-106946-2                                       | 2020年2月19日  | ISBN 978-957-743-565-1 |
| 13   | 2019年4月25日  | ISBN 978-4-04-108117-4                                       | 2020年6月4日   | ISBN 978-957-743-784-6 |
| 14   | 2019年5月24日  | ISBN 978-4-04-108118-1                                       | 2020年6月4日   | ISBN 978-957-743-785-3 |
| 15   | 2019年7月25日  | ISBN 978-4-04-108119-8                                       | 2020年10月7日  | ISBN 978-986-524-008-0 |
| 16   | 2019年10月25日 | ISBN 978-4-04-108120-4                                       | 2021年1月6日   | ISBN 978-986-524-160-5 |
| 17   | 2020年1月23日  | ISBN 978-4-04-109035-0                                       | 2021年1月6日   | ISBN 978-986-524-161-2 |
| 18   | 2020年4月25日  | ISBN 978-4-04-109330-6                                       | 2021年4月22日  | ISBN 978-986-524-299-2 |
| 19   | 2020年7月21日  | ISBN 978-4-04-109331-3                                       | 2021年7月14日  | ISBN 978-986-524-602-0 |
| 20   | 2020年12月26日 | ISBN 978-4-04-109990-2 ISBN 978-4-04-109991-9 （豪華限定版） | 2021年7月14日  | ISBN 978-986-524-603-7 |
| 21   | 2021年5月26日  | ISBN 978-4-04-111352-3                                       | 2022年4月28日  | ISBN 978-626-321-360-9 |
| 22   | 2021年6月25日  | ISBN 978-4-04-111449-0                                       | 2022年4月28日  | ISBN 978-626-321-361-6 |
| 23   | 2021年10月26日 | ISBN 978-4-04-112103-0                                       | 2022年12月22日 | ISBN 978-626-352-049-3 |
| 24   | 2022年3月26日  | ISBN 978-4-04-112377-5                                       | 2023年4月13日  | ISBN 978-626-352-416-3 |
| 25   | 2022年7月26日  | ISBN 978-4-04-112702-5                                       | 2023年10月26日 | ISBN 978-626-378-012-5 |
| 26   | 2022年11月25日 | ISBN 978-4-04-112703-2                                       | 2023年10月26日 | ISBN 978-626-378-013-2 |
| 27   | 2023年3月25日  | ISBN 978-4-04-112704-9                                       | 2024年3月21日  | ISBN 978-626-378-665-3 |
| 28   | 2023年8月25日  | ISBN 978-4-04-113894-6                                       | 2024年6月27日  | ISBN 978-626-400-120-5 |
| 29   | 2024年1月26日  | ISBN 978-4-04-113895-3                                       | 2025年1月23日  | ISBN 978-626-415-172-6 |
| 30   | 2024年7月25日  | ISBN 978-4-04-113896-0                                       | 2025年5月15日  | ISBN 978-626-415-730-8 |
| 31   | 2024年12月26日 | ISBN 978-4-04-115840-1                                       |                |                        |
| 32   | 2025年7月25日  | ISBN 978-4-04-116221-7                                       |                |                        |

幼女戰記食堂
| 卷數 | KADOKAWA      | KADOKAWA               | 台灣角川     | 台灣角川               |
| 卷數 | 發售日期      | ISBN                   | 發售日期     | ISBN                   |
| ---- | ------------- | ---------------------- | ------------ | ---------------------- |
| 1    | 2018年4月26日 | ISBN 978-40-4-106947-9 | 2019年8月1日 | ISBN 978-957-743-185-1 |
| 2    | 2019年1月25日 | ISBN 978-40-4-108007-8 | 2020年1月8日 | ISBN 978-957-743-478-4 |

## 電視動畫
自2017年1月開始播放。

### 製作人員
- 原作：Carlo Zen
- 人物原案：篠月忍
- 導演：上村泰
- 人物設定、總作畫指導：細越裕治
- 劇本統籌、編劇：豬原健太
- 副導演：春藤佳奈
- 副人物設定：谷口宏美、牧孝雄、高田晴仁
- 服飾設定：谷口宏美
- 魔導具設定：江畑諒真
- 物品設定：森山洋
- 槍械設定：秋篠Denforword日和、大津直
- 主要動畫師：石橋翔祐、栗田新一、堀內博之
- 特效指導：橋本敬史
- 軍事考據：大藤玲一郎
- 美術指導：平栁悟
- 色彩設計：中村千穗
- 攝影指導：頓所信二
- 3DCGI指導：高橋將人
- 編輯：神宮司由美
- 音效指導：岩浪美和
- 音樂：片山修志
- 動畫製作：NUT
- 製作：幼女戰記製作委員會

### 主題曲
片頭曲「JINGO JUNGLE」
作詞、作曲、編曲、主唱：MYTH & ROID
片尾曲
「Los! Los! Los!」
作詞：hotaru，作曲：八木雄一，編曲：eba，主唱：譚雅·提古雷查夫（悠木碧）
（第8話）
作詞、作曲、編曲：Heart's Cry，主唱：新菜まこ
第9話作插曲使用。

### 各話列表
| 話數               | 日文標題 | 中文標題       | 劇本     | 分鏡                              | 演出            | 作畫監督                                                                | 改編自小說 |
| ------------------ | -------- | -------------- | -------- | --------------------------------- | --------------- | ----------------------------------------------------------------------- | ---------- |
| 第1話              |          | 萊茵的惡魔     | 豬原健太 | 上村泰 谷口宏美                   | 上村泰          | 細越裕治                                                                | 第一卷     |
| 第2話              |          | 序章           | 豬原健太 | 上村泰 谷口宏美                   | 赤松康裕        | 高田晴仁                                                                | 第一卷     |
| 第3話              |          | 那是神所期望的 | 豬原健太 | 春藤佳奈                          | 春藤佳奈        | 谷口宏美                                                                | 第一卷     |
| 第4話              |          | 校園生活       | 豬原健太 | 赤松康裕 春藤佳奈 谷口宏美 上村泰 | 丸山裕介        | 南井尚子 山口菜                                                         | 第一卷     |
| 第5話              |          | 開始的大隊     | 豬原健太 | 佐藤真二                          | 高村雄太        | 牧孝雄、谷口宏美 高田晴仁、栗田新一 細越裕治                            | 第一卷     |
| 第5話              | 第二卷   | 開始的大隊     | 豬原健太 | 佐藤真二                          | 高村雄太        | 牧孝雄、谷口宏美 高田晴仁、栗田新一 細越裕治                            |            |
| 第6話              |          | 瘋狂的開幕     | 豬原健太 | 熊澤祐嗣                          | 赤松康裕        | 梁博雅、齋藤美香 牧孝雄、谷口宏美 高田晴仁、南井尚子 三島詠子、緒方步惟 |            |
| 第6.5話 （總集篇） |          | 戰況報告       | 不適用   | 不適用                            | 不適用          | 不適用                                                                  | 不適用     |
| 第7話              |          | 峽灣攻防       | 豬原健太 | 春藤佳奈                          | 春藤佳奈        | 牧孝雄、谷口宏美 高田晴仁                                               | 第二卷     |
| 第8話              |          | 火的試煉       | 豬原健太 | 小林寬                            | migmi           | 三島詠子、緒方步惟 梁博雅、南井尚子                                     | 第二卷     |
| 第9話              |          | 前進準備       | 豬原健太 | 丸山裕介 谷口宏美 上村泰          | 丸山裕介        | 三井麻未、山中正博 山村俊了、KIM SU-HO LEE JU-HYON                      | 第二卷     |
| 第9話              | 第三卷   | 前進準備       | 豬原健太 | 丸山裕介 谷口宏美 上村泰          | 丸山裕介        | 三井麻未、山中正博 山村俊了、KIM SU-HO LEE JU-HYON                      |            |
| 第10話             |          | 勝利之路       | 豬原健太 | 上村泰 谷口宏美                   | 小野田雄亮      | 後藤圭佑、重原克也                                                      |            |
| 第11話             |          | 抵抗者         | 豬原健太 | 立川讓                            | 立川讓          | 牧孝雄、高田晴仁 谷口宏美                                               |            |
| 第12話             |          | 勝利的用法     | 豬原健太 | 春藤佳奈 上村泰 谷口宏美          | 春藤佳奈 上村泰 | 南井尚子、緒方步惟 三島詠子、阿部卓司 村田睦明、山口菜 東亮太、小島昌之 |            |
| 閒話               |          | 沙漠意麵大作戰 | 豬原健太 | 上村泰 谷口宏美                   | 上村泰          | 細越裕治                                                                | 不適用     |

### BD與DVD
| 卷數        | 發售日期      | 收錄話數      | 規格編號   | 規格編號   |
| 卷數        | 發售日期      | 收錄話數      | BD         | DVD        |
| ----------- | ------------- | ------------- | ---------- | ---------- |
| 1           | 2017年4月26日 | 第1－4話      | ZMXZ-10981 | ZMBZ-10991 |
| 2           | 2017年5月24日 | 第5－8話      | ZMXZ-10982 | ZMBZ-10992 |
| 3           | 2017年6月28日 | 第9－12話     | ZMXZ-10983 | ZMBZ-10993 |
| Blu-ray BOX | 2022年3月30日 | 全12話+ONA1話 | ZMAZ-15391 | 不適用     |

## 短篇動畫
以「ようじょしぇんき」為題在Youtube上播放的短篇動畫。因為與電視動畫不同製作公司，所以在槍的設定上有些微差異。同樣由短篇動畫製作公司STUDIO PUYUKAI所製作的「異世界四重奏」，將包含本作，於2019年4月播放。

### 製作人員
- 原作:カルロ・ゼン
- 角色原案:篠月しのぶ
- 監督、腳本、演出：蘆名實
- 迷你角色設計：たけはらみのる
- 音樂：片山修志（Team-MAX）
- 動畫製作：STUDIO PUYUKAI
- 製作：幼女戰記製作委員會

### 各話列表
| 話數 | 播放日期      | 登場角色                                 |
| ---- | ------------- | ---------------------------------------- |
| #00  | 2017年 1月6日 | 譚雅                                     |
| #01  | 1月10日       | 譚雅、維夏                               |
| #02  | 1月16日       | 譚雅、維夏                               |
| #03  | 1月23日       | 譚雅、維夏、修格魯                       |
| #04  | 1月30日       | 譚雅、維夏                               |
| #05  | 2月6日        | 譚雅、維夏、格蘭茲、肯尼希、諾伊曼       |
| #06  | 2月13日       | 譚雅、維夏、拜斯                         |
| #07  | 2月27日       | 譚雅、維夏、肯尼希、諾伊曼               |
| #08  | 3月6日        | 譚雅、維夏、拜斯、肯尼希、諾伊曼         |
| #09  | 3月13日       | 譚雅、維夏、拜斯                         |
| #10  | 3月20日       | 譚雅、維夏、拜斯、格蘭茲、肯尼希、諾伊曼 |
| #11  | 3月27日       | 譚雅、維夏、格蘭茲、肯尼希、諾伊曼       |
| #12  | 4月3日        | 譚雅、維夏、拜斯、格蘭茲、肯尼希、諾伊曼 |

## 劇場版
劇場版於2019年2月8日上映，並於2019年3月22日在台上映，2019年6月13日在香港上映。

### 製作人員
- 原作：Carlo Zen
- 人物原案：篠月忍
- 導演：上村泰
- 人物設定、總作畫指導：細越裕治
- 劇本統籌、編劇：豬原健太
- 副導演：春藤佳奈
- 服飾設定：谷口宏美
- 魔導具設定：江畑諒真、月田文律
- 槍械設定：秋篠Denforword日和、大津直
- 特效指導：橋本敬史
- 美術指導：上田瑞香
- 色彩設計：中村千穗
- 攝影指導：頓所信二
- 3DCGI指導：高橋將人
- 編輯：神宮司由美
- 音效指導：岩浪美和
- 音樂：片山修志
- 動畫製作：NUT
- 製作：劇場版幼女戰記製作委員會

### 主題曲
主題曲「Remembrance」
作詞、作曲、編曲、主唱：MYTH & ROID
插入曲「Imperial Anthem」
作詞：松井洋平，作曲、編曲：片山修志，主唱：第二〇三航空魔導大隊

## 外部連結
- 電視動畫《幼女戰記》官方網站 （页面存档备份，存于）（日語）
- 電視動畫《幼女戰記 第二季》官方網站 （页面存档备份，存于） （日語）
- 劇場版《幼女戰記》官方網站 （页面存档备份，存于）（日語）
- 電視動畫《幼女戰記》官方的X（前Twitter）（日語）